# Parque nacional de Yellowstone
El parque nacional de Yellowstone —en inglés: Yellowstone National Park— es un parque nacional ubicado en los estados de Wyoming, Montana y Idaho, en Estados Unidos, y cuya superficie abarca 2 219 789 acres (8983,2 km²). Tras una serie de expediciones a la región entre los años 1800 y 1860, en las que participaron tramperos y exploradores como John Colter, Jim Bridger, William F. Raynolds, Ferdinand Vandeveer Hayden, Nathaniel P. Langford y Gustavus Cheyney Doane, y a partir de varias discusiones parlamentarias en el Congreso de los Estados Unidos, el presidente Ulysses S. Grant firmó la ley The Act of Dedication en marzo de 1872, mediante la cual quedó establecido como el primer parque nacional estadounidense, y el primero de su tipo en el mundo.
El ejército estadounidense estuvo a cargo de su administración entre 1886 y 1918, y desde entonces es operado por el Servicio de Parques Nacionales.
El relieve del parque comprende lagos, cañones, ríos y cordilleras. El lago Yellowstone es uno de los cuerpos de agua más extensos y elevados de América del Norte y está ubicado en la caldera de Yellowstone, el supervolcán más grande del continente. Si bien se trata de un volcán inactivo, ha hecho erupción con notable magnitud varias veces en los últimos dos millones de años. Gracias a su actividad volcánica continua, Yellowstone también alberga la mitad de los géiseres y fuentes hidrotermales del mundo. A su vez, el parque pertenece al Gran Ecosistema de Yellowstone, el ecosistema intacto más extenso en la zona templada del norte de la Tierra. La Unesco lo nombró Patrimonio de la Humanidad en 1978.
Se han documentado cientos de especies de mamíferos, aves, peces, reptiles y anfibios que habitan en Yellowstone, entre las cuales se incluyen varias que están en peligro o amenazadas. Su ecosistema posee la megafauna más grande de los Estados Unidos contiguos —esto es, excluyendo Alaska y Hawái—, en adición a especies únicas de plantas. Entre las especies animales sobresalen los osos grises, los lobos, los alces y los bisontes americanos; la manada de estos últimos es la más grande y antigua existente en territorio estadounidense. Al menos 1700 especies de árboles y plantas vasculares son nativas del parque, mientras que otras 170 se consideran exóticas. Anualmente, suelen presentarse varios terremotos e incendios forestales en el sitio, aunque los primeros suelen ser indetectables por los visitantes.
Con el transcurso del tiempo, Yellowstone se ha consolidado como uno de los parques nacionales de EE. UU., más populares. De acuerdo con registros que datan de mediados de la década de 1960, cada año es visitado al menos por dos millones de personas. Su oferta turística incluye caminatas, campamentos, paseos en bote y pesca. Los caminos pavimentados brindan un acceso cercano a las principales áreas geotérmicas, así como a algunos de los lagos y cascadas. Durante el invierno, los visitantes tienen la opción de contratar visitas guiadas por medio de autocares o motos de nieve. En cuanto a su impacto cultural, el parque ha contribuido a los esfuerzos internacionales de preservación del entorno natural e histórico, «para que toda la humanidad tenga la oportunidad de reflexionar sobre su patrimonio natural y cultural, y de volver a la naturaleza y renacer espiritualmente en ella».

## Geografía
Aproximadamente, el 96 % del territorio del Yellowstone está ubicado en el estado de Wyoming, mientras que la pequeña área restante queda repartido entre Montana (3 %) e Idaho (1 %). La longitud del parque mide 63 millas (101,4 km) de norte a sur y 54 millas (86,9 km) de este a oeste por aire, lo que implica una superficie de 2 219 789 acres (8983,2 km²), esto es, similar a Delaware o Rhode Island. Los ríos y lagos cubren aproximadamente el 5 % del parque, con el lago Yellowstone como el cuerpo de agua más extenso, al tener 87 040 acres (352,2 km²), así como una profundidad de hasta 400 pies (121,9 m), 110 millas (177 km) de orilla y una elevación de 7733 pies (2357,0 m), lo que le convierte en el quinto lago más elevado de todo América del Norte. Igualmente, los bosques comprenden un 80 % de la extensión de la reserva, mientras que las grandes praderas ocupan el territorio restante.

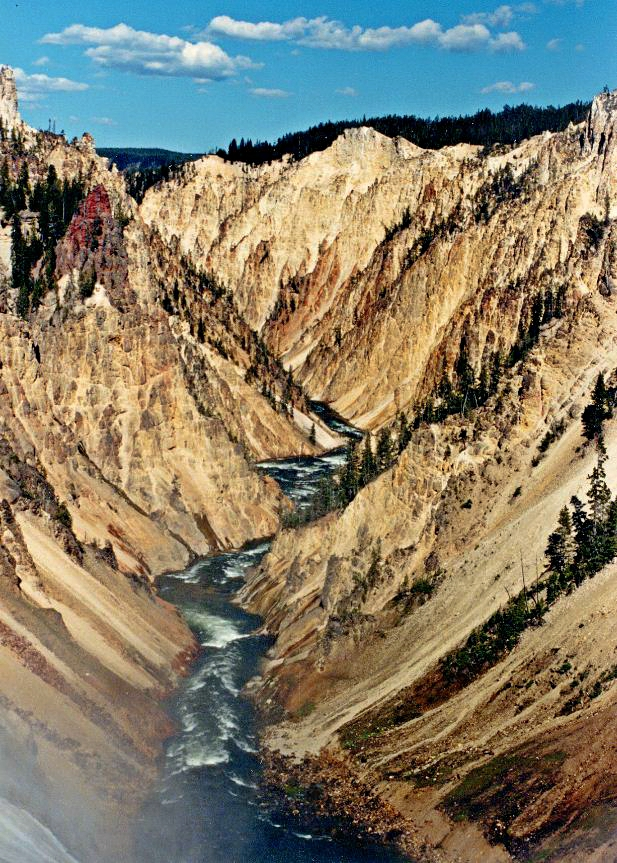
Sección del Gran Cañón del Yellowstone, donde se puede apreciar el río homónimo al fondo.

La divisoria continental de América del Norte recorre diagonalmente el parque hacia el suroeste, lo que provoca una segmentación topográfica entre las cuencas atlántica y pacífica —donde se ubica aproximadamente un tercio del Yellowstone—. Por su parte, los orígenes de los ríos Yellowstone y Snake se encuentran geográficamente próximos, pero en lados distintos de la división, por lo que el curso del primero se dirige hacia el Atlántico —a través del río Misuri y el golfo de México—, mientras que el segundo fluye hacia el Pacífico, al desembocar en el Columbia.
De igual manera, el parque está asentado sobre la meseta de Yellowstone, que está a una elevación media de 7900 pies (2407,9 m) sobre el nivel del mar y en cuyos límites se ubican la cordillera de las Montañas Rocosas, aunque hay elevaciones que alcanzan los entre 10 000 pies (3048,0 m) y 13 000 pies (3962,4 m). El punto más elevado de la reserva es el pico Eagle, a 11 358 pies (3461,9 m), mientras que el lugar a menor altitud se encuentra en el arroyo Reese, a 5282 pies (1610,0 m). Otras cordilleras cercanas al Yellowstone son la Gallatin al norte, las Montañas Beartooth y Absaroka por el noreste, y las cordilleras Teton y Madison al sur y oeste, respectivamente. Asimismo, la cumbre más notoria de la meseta es el monte Washburn, con sus 10 243 pies (3122,1 m).
Hay al menos 290 cascadas de más de 15 pies (4,6 m), pero la que más altura gana es la inferior de Yellowstone, con 308 pies (93,9 m). Igualmente, hay crestas y otros accidentes geográficos cuyos ríos han ido arrastrando la toba volcánica de la meseta del Yellowstone desde hace al menos 640 000 años; el río Lewis circula por el cañón homónimo, mientras que el Yellowstone ha creado dos accidentes geográficos: el Gran Cañón del Yellowstone y el Cañón negro del Yellowstone.

### Clima
El clima en el Yellowstone está ampliamente influenciado por su altitud, con sus partes más bajas en un clima templado a lo largo de todo el año. La temperatura máxima alcanzada en el parque ha sido de 99 °F (37,2 °C), registrada en el 2002, mientras que la más baja fue de −66 °F (−54,4 °C), hallada en 1933. Durante la etapa veraniega, que va entre junio y principios de septiembre, las temperaturas más elevadas suelen estar entre un rango que va de los 70 °F (21,1 °C) a 80 °F (26,7 °C) y durante la noche pueden caer hasta helar —especialmente en las zonas a mayor altitud—, aunque durante la tarde también es posible que se produzcan tormentas eléctricas. Asimismo, en primavera y otoño, las temperaturas en las horas diurnas suelen estar en la horquilla de 30 °F (−1,1 °C) a 60 °F (15,6 °C), con nocturnas de un solo dígito (bajo cero en grados Celsius), mientras que en los meses invernales alcanzan los 20 °F (−6,7 °C) en los momentos más calurosos y los 0 °F (−17,8 °C) en los de más frío.
Por otro lado, las precipitaciones son muy variables, ya que van desde las 15 pulgadas (381 mm) anuales en la zona cercana a Mammoth Hot Springs, a las 80 pulgadas (2032,0 mm) de las zonas suroccidentales. Uno de los principales motivos es el canal húmedo que forma la planicie del río Snake al oeste que, a su vez, fue formada por el propio Yellowstone. Asimismo, las nevadas son posibles en cualquier momento del año, pero son más frecuentes entre los meses de noviembre y abril, con medias que van desde las 150 pulgadas (3810,0 mm) anuales alrededor del lago Yellowstone, al doble que pueden darse en las partes más elevadas.
Los tornados son muy inusuales en esta parte de América del Norte; sin embargo, el 21 de julio de 1987 se registró el más poderoso jamás sucedido en el estado de Wyoming, golpeando las tierras salvajes del Teton en el Bosque nacional de Bridger-Teton, así como el propio Yellowstone. Con el nombre de Teton-Yellowstone, fue clasificado como «F4» en la escala Fujita-Pearson, cuyos vientos alcanzaron una velocidad media estimada de entre 207 mph (333,1 km/h) y 260 mph (418,4 km/h). Además, el tornado dejó una senda de destrucción de entre 1 milla (1,6 km) y 2 millas (3,2 km) de ancho y 24 millas (38,6 km) de largo, y destruyó unas 15 000 acres (60,7 km²) de bosque de pino. Según la clasificación climática de Köppen, el parque se encuentra en la zona subártica (Dfc), aunque otras fuentes lo consideran continental templado (Dfb).
| Parámetros climáticos promedio de Parque nacional de Yellowstone (elevación: 2420 m) | Parámetros climáticos promedio de Parque nacional de Yellowstone (elevación: 2420 m) | Parámetros climáticos promedio de Parque nacional de Yellowstone (elevación: 2420 m) | Parámetros climáticos promedio de Parque nacional de Yellowstone (elevación: 2420 m) | Parámetros climáticos promedio de Parque nacional de Yellowstone (elevación: 2420 m) | Parámetros climáticos promedio de Parque nacional de Yellowstone (elevación: 2420 m) | Parámetros climáticos promedio de Parque nacional de Yellowstone (elevación: 2420 m) | Parámetros climáticos promedio de Parque nacional de Yellowstone (elevación: 2420 m) | Parámetros climáticos promedio de Parque nacional de Yellowstone (elevación: 2420 m) | Parámetros climáticos promedio de Parque nacional de Yellowstone (elevación: 2420 m) | Parámetros climáticos promedio de Parque nacional de Yellowstone (elevación: 2420 m) | Parámetros climáticos promedio de Parque nacional de Yellowstone (elevación: 2420 m) | Parámetros climáticos promedio de Parque nacional de Yellowstone (elevación: 2420 m) | Parámetros climáticos promedio de Parque nacional de Yellowstone (elevación: 2420 m) |
| Mes                                                                                  | Ene.                                                                                 | Feb.                                                                                 | Mar.                                                                                 | Abr.                                                                                 | May.                                                                                 | Jun.                                                                                 | Jul.                                                                                 | Ago.                                                                                 | Sep.                                                                                 | Oct.                                                                                 | Nov.                                                                                 | Dic.                                                                                 | Anual                                                                                |
| ------------------------------------------------------------------------------------ | ------------------------------------------------------------------------------------ | ------------------------------------------------------------------------------------ | ------------------------------------------------------------------------------------ | ------------------------------------------------------------------------------------ | ------------------------------------------------------------------------------------ | ------------------------------------------------------------------------------------ | ------------------------------------------------------------------------------------ | ------------------------------------------------------------------------------------ | ------------------------------------------------------------------------------------ | ------------------------------------------------------------------------------------ | ------------------------------------------------------------------------------------ | ------------------------------------------------------------------------------------ | ------------------------------------------------------------------------------------ |
| Temp. máx. abs. (°C)                                                                 | 8.9                                                                                  | 13.6                                                                                 | 16.1                                                                                 | 22.8                                                                                 | 25.6                                                                                 | 32.8                                                                                 | 33.3                                                                                 | 34.4                                                                                 | 32.8                                                                                 | 24.4                                                                                 | 17.2                                                                                 | 11.1                                                                                 | 34.4                                                                                 |
| Temp. máx. media (°C)                                                                | -5.1                                                                                 | -2.3                                                                                 | 1.5                                                                                  | 6.2                                                                                  | 11                                                                                   | 16.2                                                                                 | 21.9                                                                                 | 21.5                                                                                 | 16.3                                                                                 | 9.5                                                                                  | 1.4                                                                                  | -3.7                                                                                 | 7.9                                                                                  |
| Temp. media (°C)                                                                     | -11.7                                                                                | -10.1                                                                                | -6.8                                                                                 | -1.5                                                                                 | 3.6                                                                                  | 8.4                                                                                  | 12.8                                                                                 | 12.2                                                                                 | 7.6                                                                                  | 2.1                                                                                  | -4.9                                                                                 | -9.9                                                                                 | 0.2                                                                                  |
| Temp. mín. media (°C)                                                                | -18.4                                                                                | -17.9                                                                                | -15.2                                                                                | -9.2                                                                                 | -3.8                                                                                 | 0.7                                                                                  | 3.7                                                                                  | 2.9                                                                                  | -1.2                                                                                 | -5.3                                                                                 | -11.1                                                                                | -16.1                                                                                | -7.6                                                                                 |
| Temp. mín. abs. (°C)                                                                 | -46.1                                                                                | -48.9                                                                                | -41.7                                                                                | -33.9                                                                                | -23.3                                                                                | -10                                                                                  | -6.7                                                                                 | -10.6                                                                                | -20.6                                                                                | -32.8                                                                                | -34.4                                                                                | -61.1                                                                                | -61.1                                                                                |
| Precipitación total (mm)                                                             | 49                                                                                   | 38                                                                                   | 45                                                                                   | 40                                                                                   | 49                                                                                   | 53                                                                                   | 39                                                                                   | 40                                                                                   | 38                                                                                   | 35                                                                                   | 40                                                                                   | 43                                                                                   | 509                                                                                  |
| Nevadas (cm)                                                                         | 81.8                                                                                 | 58.7                                                                                 | 64.5                                                                                 | 39.6                                                                                 | 17.3                                                                                 | 3.3                                                                                  | 0.2                                                                                  | 0.2                                                                                  | 5.6                                                                                  | 21.1                                                                                 | 54.6                                                                                 | 68.3                                                                                 | 415.3                                                                                |
| Días de precipitaciones (≥ )                                                         | 15                                                                                   | 12                                                                                   | 13                                                                                   | 10                                                                                   | 11                                                                                   | 12                                                                                   | 10                                                                                   | 10                                                                                   | 9                                                                                    | 8                                                                                    | 11                                                                                   | 13                                                                                   | 134                                                                                  |
| Días de nevadas (≥ )                                                                 | 16.2                                                                                 | 13.4                                                                                 | 12.6                                                                                 | 9.5                                                                                  | 4.4                                                                                  | 0.9                                                                                  | 0                                                                                    | 0                                                                                    | 1.1                                                                                  | 5.8                                                                                  | 12.6                                                                                 | 14.9                                                                                 | 91.4                                                                                 |
| Horas de sol                                                                         | 303.8                                                                                | 308                                                                                  | 387.5                                                                                | 420                                                                                  | 477.4                                                                                | 483                                                                                  | 486.7                                                                                | 449.5                                                                                | 390                                                                                  | 353.4                                                                                | 303                                                                                  | 291.4                                                                                | 4635.5                                                                               |
| Fuente: Weatherbase 23 de agosto de 2020                                             |                                                                                      |                                                                                      |                                                                                      |                                                                                      |                                                                                      |                                                                                      |                                                                                      |                                                                                      |                                                                                      |                                                                                      |                                                                                      |                                                                                      |                                                                                      |

## Geología

### Vulcanismo

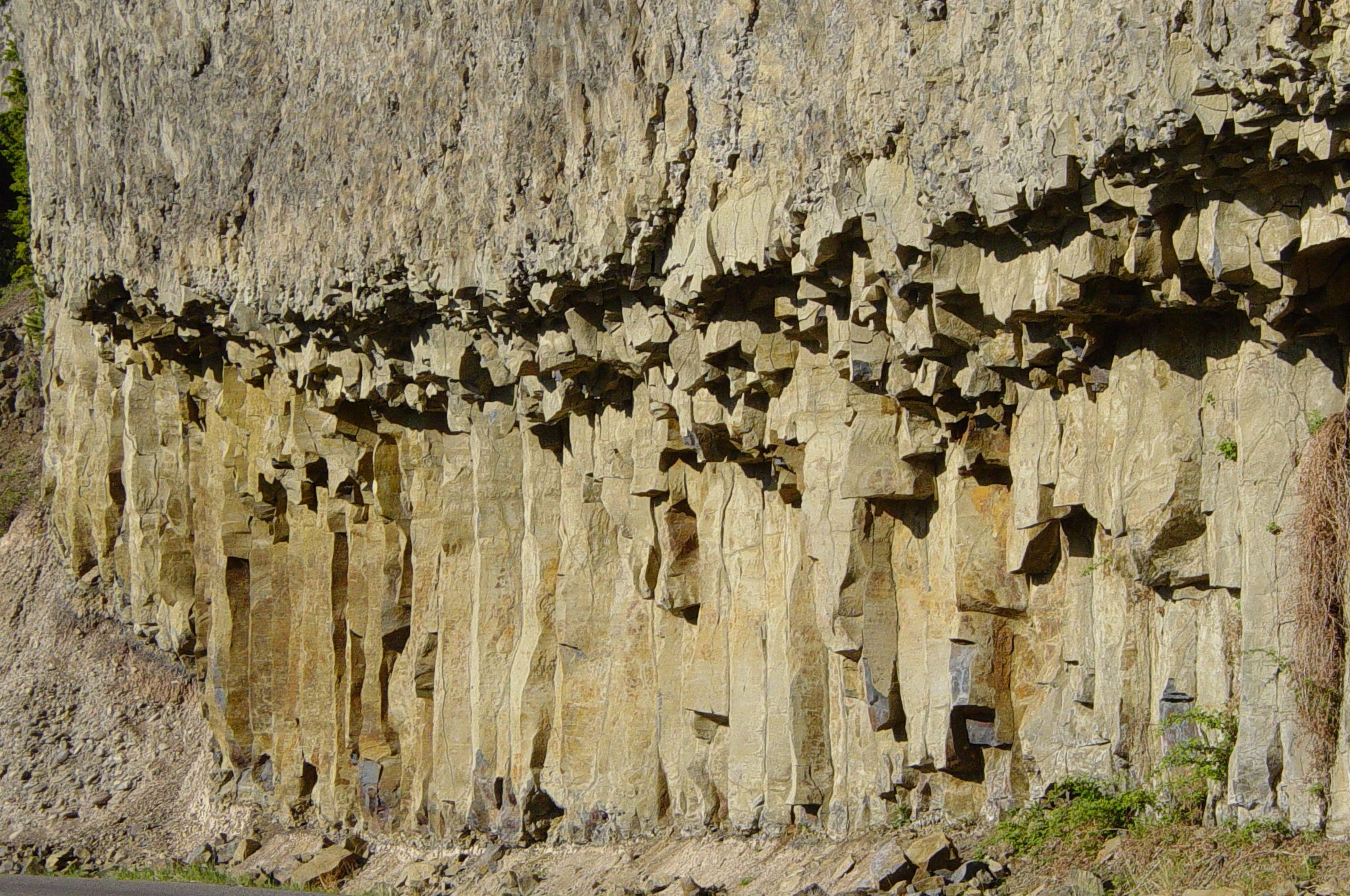
Columnas basálticas en el parque cerca de Tower Fall, creadas por el flujo de varios tipos de lava.

El parque nacional de Yellowstone se encuentra en el extremo noreste de la planicie del río Snake, desde donde surge una gran forma de «U» a través de las montañas que se extiende hasta Boise, Idaho, unos 400 millas (643,7 km) hacia el oeste. Aunado a ello, se piensa que el vulcanismo inherente del parque está ligado a alguna forma de vulcanismo más antigua de esta llanura; por tanto, Yellowstone es la parte activa de un punto caliente que se ha ido desplazando hacia el noreste con el paso del tiempo, aunque su origen continúa siendo objeto de discusión. Una de las teorías mantiene que fue la pluma mantélica la causa de que el punto caliente se moviera hacia el noreste, mientras que otra sugiere que el corrimiento es el resultado de la fragmentación y el dinamismo en la subducción de la placa de Farallón en el interior de la Tierra.
La caldera de Yellowstone es el sistema volcánico más grande de América del Norte, y a nivel mundial solo es superado por la del lago Toba, en la isla de Sumatra, Indonesia. También se le ha acuñado el término de «supervolcán», porque la caldera se formó mediante erupciones explosivas excepcionalmente grandes. Se estima que la cámara magmática ubicada bajo el parque conecta a una única cámara, con 37 millas (59,5 km) de largo, por 18 millas (29,0 km) de ancho, y una profundidad de 3 millas (4,8 km) a 7 millas (11,3 km). Por su parte, la caldera actual fue creada mediante una erupción cataclísmica que ocurrió hace 640 000 años, con la que se liberaron más de 240 mi³ (1000 km³) de ceniza, rocas y piroclastos, esto es, aproximadamente mil veces más grande que la del monte Santa Helena en 1980. La erupción produjo una caldera de unos cinco octavos de milla (≃1 km) de profundidad, así como 45 por 28 millas (≃72 por 45 km) de superficie que dio lugar a la toba de Lava Creek, una formación en forma de toba soldada. La erupción más violenta conocida, que ocurrió hace 2.1 millones de años, expulsó 588 millas cúbicas (2450 km³) de material volcánico y creó la formación rocosa hoy conocida como la toba de Huckleberry Ridge, así como la caldera de Island Park. Otra erupción menor liberó 67 mi³ (≃280 km³) de restos hace 1.3 millones de años, con la que se formó la caldera Henry's Fork y depositó la toba de Mesa Falls.

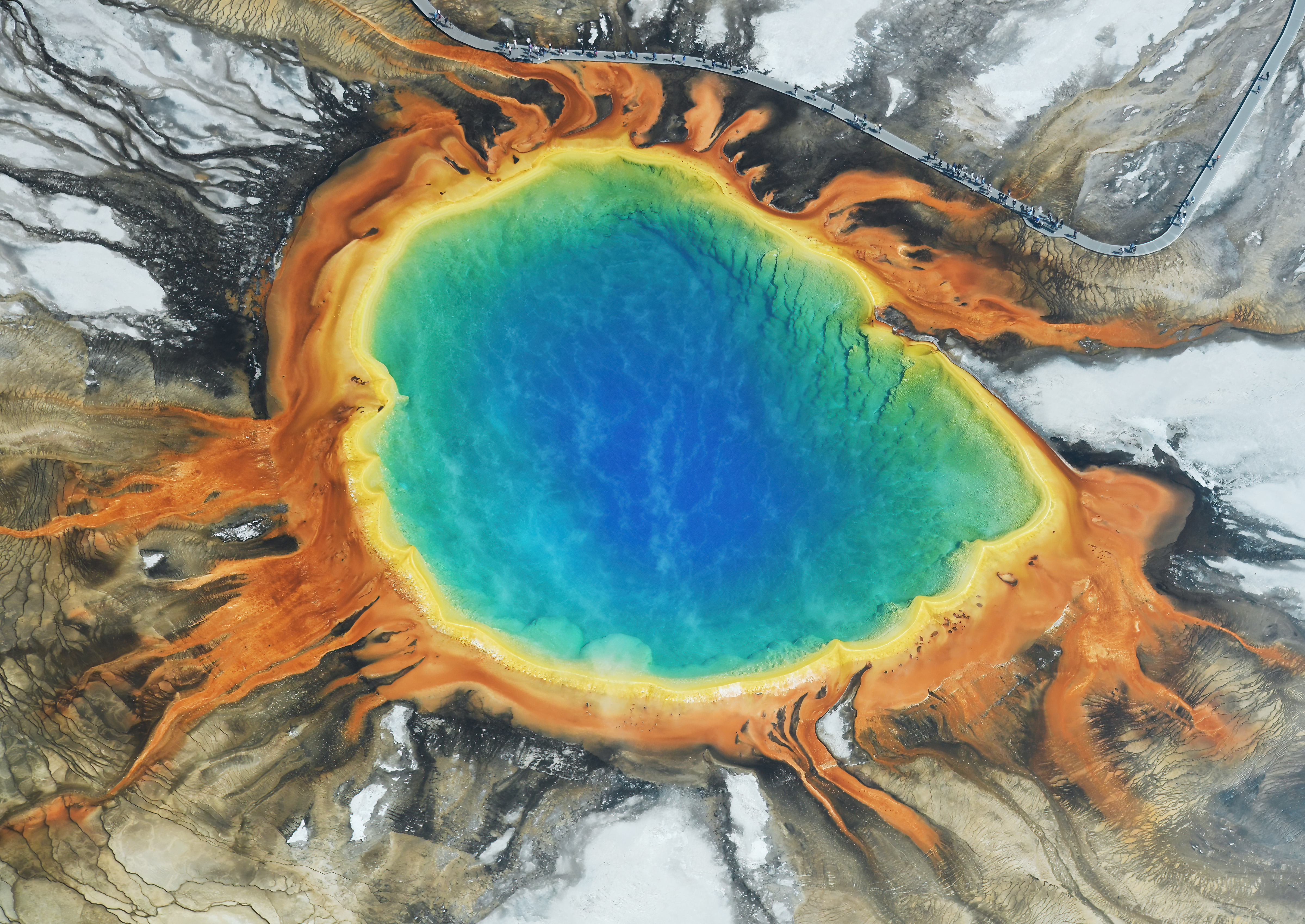
Una pasarela que permite a los visitantes acercarse a algunas fuentes termales, como la Gran Fuente Prismática.

Cada una de las tres erupciones climáticas liberó amplias cantidades de ceniza que cubrieron gran parte de América del Norte por cientos de millas, mientras que los montones lanzados a la atmósfera, junto con los gases, probablemente causaron importantes impactos en los patrones del tiempo y provocaron la extinción de varias especies, sobre todo en ese continente. En consecuencia, ocurrió otra erupción hace unos 160 000 años que formó la pequeña caldera que contiene el West Thumb del lago Yellowstone. Desde la última supererupción, una serie de pequeños ciclos eruptivos sucedidos hace entre 640 000 y 70 000 han llenado casi el total de la caldera de Yellowstone con ochenta tipos diferentes de riolitas, como las que se pueden ver en Obsidian Cliff, o las piedras basálticas que pueden observarse en Sheepeater Cliff. A su vez, los estratos de lava son fáciles de encontrar en el gran cañón del parque, donde el río Yellowstone continúa esculpiendo las zonas por donde antes fluía el compuesto volcánico. También cabe destacar que el cañón tiene forma de «V», lo que indica que la erosión ha sido causada por la afluencia de agua y no por resultado de una glaciación.
Por ello, cada erupción forma parte de un ciclo eruptivo que alcanza su punto álgido con el colapso parcial del techo de una cámara magmática relativamente vacía. Esto lo que hace es crear una caldera y liberar amplias cantidades de sustancias volcánicas, generalmente a través de las fisuras que la rodean. El tiempo sucedido entre las últimas erupciones cataclísmicas en la zona del Yellowstone ha oscilado entre los 600 000 y los 800 000 años, pero algunos estudios concluyen que el pequeño número de tales erupciones no puede usarse para hacer una predicción adecuada sobre futuros eventos.

### Géiseres y sistema hidrotermal
El géiser más conocido del parque, y quizá del mundo, es el de Old Faithful, que se encuentra en la cuenca del géiser superior, donde también se encuentran los de Castle, Lion y Beehive. Aunado a ello, en el Yellowstone también se encuentra el géiser más activo del planeta, el Steamboat de la cuenca Norris. Un estudio concluido en 2011 encontró que al menos 1823 fuentes termales del parque habían entrado en erupción alguna vez, de las que unas 465 de media lo habían hecho en ese año. Asimismo, en toda la reserva hay más de 10 000 accidentes con características termales, además de que la mitad de los géiseres y fuentes similares se ubican en este lugar. Con tal de realizar un mejor seguimiento, en mayo de 2001 el Servicio Geológico de Estados Unidos, la administración del parque y la Universidad de Utah crearon el Yellowstone Volcano Observatory, una colaboración a largo plazo que monitoriza los procesos geológicos del área volcánica de la planicie del Yellowstone para divulgar información relacionada con los daños potenciales de esta región geológicamente activa.
En 2003, se produjeron cambios en la cuenca del géiser Norris que derivaron en el cierre temporal de algunos caminos de la zona. También se observaron nuevas fumarolas, mientras que varios géiseres mostraron una actividad más intensa que incrementó la temperatura de las aguas. De hecho, varios de estos llegaron a ser tan calientes que se transformaron en accidentes capaces únicamente de expulsar vapor; el agua estaba a una temperatura tan alta que no podía provocar erupciones normalmente. Esto coincidió con la publicación de varias investigaciones del servicio geológico llevada a cabo durante varios años en la que se cartografió el fondo del lago Yellowstone e identificó una estructura en forma de domo que se había levantado en algún momento del pasado. Los informes indicaron que tales elevamientos no supusieron una amenaza inmediata para la erupción volcánica, ya que fueron desarrollados hace mucho tiempo y no se ha hallado ningún incremento en la temperatura en esas estructuras. El 10 de marzo de 2004, un biólogo descubrió cinco bisontes muertos que aparentemente inhalaron gases geotérmicos tóxicos en la cuenca del géiser Norris debido a una inversión atmosférica estacional, algo que fue seguido por cierta actividad sísmica en abril de ese mismo año. En 2006, los domos del lago Mallard y el arroyo Sour —áreas que han sido conocidas durante mucho tiempo por mostrar cambios significativos en sus movimientos terrestres— han crecido en un promedio de 1,5 pulgadas (3,8 cm) a 2,4 pulgadas (6,1 cm) anualmente desde mediados de 2004 hasta 2006, aunque según datos del año siguiente, el aumento ha ido produciéndose a un ritmo menor. Tales situaciones provocaron una gran cobertura mediática y epeculaciones sobre el futuro geológico de la región, a lo que algunos expertos respondieron a la conjetura informando al público que el riesgo de una erupción volcánica no iba a aumentar en el futuro próximo. Sin embargo, aquellos cambios demostraron la naturaleza dinámica del sistema hidrotermal del parque.

### Terremotos

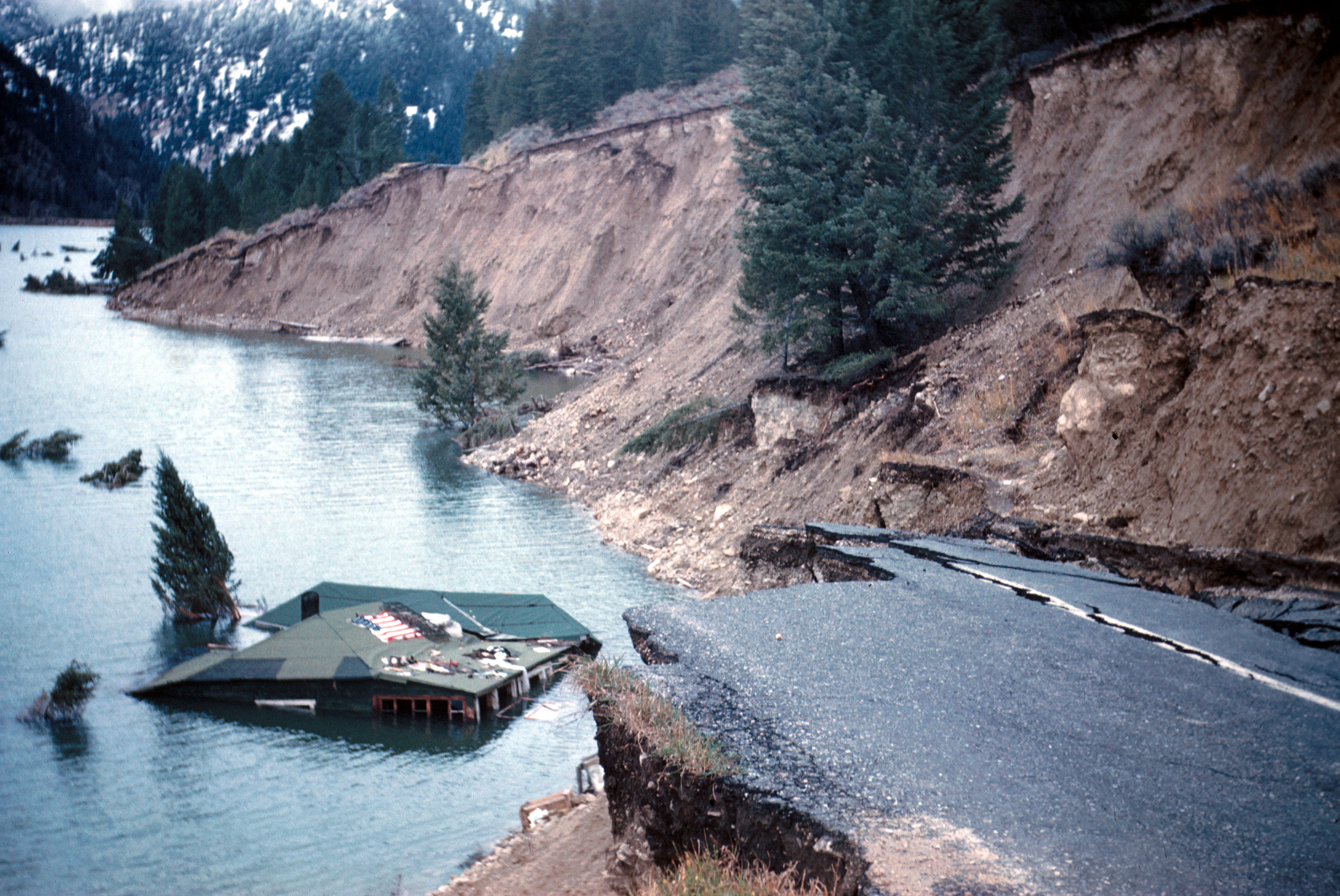
Daños estructurales en la zona del lago Hebgen causados por el terremoto sucedido en 1959.

El Yellowstone sufre varios miles de pequeños terremotos cada año, la mayoría de ellos indetectables por los seres humanos. No obstante, ha habido al menos seis sismos con una magnitud de seis o más en toda la historia, incluyendo el del lago Hebgen en 1959, que alcanzó los 7.2 y ocurrió en el límite norte del parque. Este movimiento desencadenó un corrimiento de tierra que afectó al río cercano y creó un lago nuevo, conocido como el lago Quake, aunque provocó la muerte de veintiocho personas y numerosos daños materiales en las propiedades cercanas. Asimismo, también causó que algunos géiseres ubicados en el noroeste entraran en erupción, aparte de propiciar la formación de algunas grietas por las que emergió vapor, y que algunos puntos calientes que normalmente tienen agua limpia se convirtieran en lodazales. Más adelante también sucedió un nuevo terremoto de magnitud 6. El 1 el 30 de junio de 1975, pero solo causó daños menores.
Durante tres meses de 1985, se detectaron tres mil terremotos menores en la sección noroeste del parque, durante lo que se denominó un «enjambre sísmico», y fue atribuido a la menor subsidencia de la caldera del Yellowstone. Unas décadas más tarde, a partir del 30 de abril de 2007, en ese mismo área del volcán se percibieron durante varios días dieciséis movimientos con magnitudes que van hasta los 2.7, lo que demuestra que los enjambres son algo común, ya que se han hallado hasta setenta en el período entre 1983 a 2008. De hecho, en diciembre de ese último año se midieron más de 250 terremotos en un lapso de cuatro días bajo el lago Yellowstone, con uno de magnitud 3.9 como el más fuerte, mientras que más adelante, en enero de 2010, en solo dos días se identificaron otros 250. Por ello, debido a la frecuencia que suceden estos movimientos, cada hora se informaba de la actividad geológica en el parque nacional de Yellowstone mediante un programa de daños sísmico del servicio geológico, aunque se dejó de actualizar. En años más recientes, se produjo otro terremoto de magnitud 4.8 el 30 de marzo de 2014 cerca de la cuenca Norris, lo que le convirtió en el movimiento más potente sucedido en el parque desde el del 22 de febrero de 1980.

## Biología y ecología
El parque nacional de Yellowstone es la atracción principal de los 20 000 000 acres (80 937,2 km²) que ocupa el ecosistema del Gran Yellowstone, una región en la que también se encuentra el parque nacional de Grand Teton, algunos bosques nacionales, donde habita una amplia vida salvaje. Se trata del ecosistema con el tramo continuo de terreno más grande de tierra virgen en los Estados Unidos contiguos —es decir, sin contar Alaska o Hawái—. Gracias al exitoso programa de reintroducción del lobo, empezado en los años 1990, se pueden encontrar prácticamente todas las especies que habitaban la zona cuando los primeros exploradores blancos investigaron el lugar por primera vez.

### Fauna
El Yellowstone está ampliamente considerado como el hábitat más amplio de megafauna de los Estados Unidos contiguos. Por ejemplo, se tiene constancia de al menos sesenta especies de mamíferos, incluyendo el lobo del Mackenzie, los coyotes, el lince del Canadá, los pumas, así como los osos negros americanos y grises. Otras grandes especies de este tipo que se pueden encontrar en el parque son los bisontes americanos, uapitíes canadienses, alces, ciervos mulos y de cola blanca, cabras montesas, antílopes americanos o carneros de las Rocosas.
Las manadas de bisontes del Yellowstone son la agrupación de esta especie más grande de todo el país, e incluso llegan a ser un problema para los ganaderos, ya que les preocupa que puedan transmitir enfermedades a sus parientes domesticados. De hecho, alrededor de la mitad de los bisontes del parque han estado expuestos a la brucelosis, una enfermedad bacteriana que llegó a América del Norte desde Europa, a partir del transporte de ganado, y que puede llegar a causar abortos espontáneos. Sin embargo, la enfermedad tiene poco efecto en los bisontes de la reserva y no se tiene constancia de que haya habido casos de transmisión entre los individuos salvajes a los domésticos. No obstante, el Servicio de Inspección Sanitaria de Plantas y Animales ha comunicado que este tipo de animales son una «fuente probable» de la expansión de la enfermedad en el ganado en Dakota del Norte y Wyoming. Los uapitíes también pueden llevar la afección y se piensa que estos han podido haberla contagiado a grupos de caballos.
Por su parte, los bisontes han llegado a alcanzar una población de entre 30 y 50 millones en algún momento de la historia de América del Norte; de hecho, el Yellowstone, permanece como uno de sus últimos reductos, al pasar de menos de 50 en 1902, a superar los 4000 en 2003. Es más, la población alcanzó el máximo de miembros un par de años más tarde, al contabilizarse 4900, aunque esta se ha ido reduciendo a partir de ese entonces, en parte por los duros inviernos y por la mala gestión del brote de brucelosis, que obligó a la administración a mandar a una buena parte al matadero. Aunado a ello, se piensa que los bisontes del parque forman una de las pocas manadas genéticamente puras que aún quedan en suelo público en América del Norte, mientras que las otras son las de las montañas Henry en Utah, la del parque nacional Wind Cave en Dakota del Sur, así como la del parque nacional Elk Island en Alberta, Canadá.
Para combatir la amenaza de brucelosis percibida al ganado, el personal suele aislar las manadas de bisontes dentro de los límites del parque, cuando estas intentan escaparse. Es más, durante el invierno de 1996 a 1997, el grupo era tan grande que 1079 bisontes que se habían salido de los límites, fueron tiroteados y enviados al matadero, pese a que los activistas en favor de los derechos de los animales lo consideraron una práctica cruel y que la posibilidad de transmisión no era tan grande como los ganaderos mantenían. Asimismo, los ecologistas señalaron que esta especie solo se desplaza entre zonas para el pastoreo y que se encuentran dentro del gran ecosistema del Yellowstone —que ya había sido transformado específicamente para tal fin; muchos de ellos bosques nacionales alquilados a los rancheros privados—. En relación con ellos, el Servicio de Inspección Sanitaria de Plantas y Animales, mencionó que la brucelosis podía ser eliminada en bisontes y uapitíes en el parque mediante vacunaciones, entre otros medios.
A comienzos de 1914, como parte de un esfuerzo por proteger a las poblaciones de uapitíes, el Congreso de los Estados Unidos hizo acopio de fondos para ser usados por motivos de «[los] lobos destructores, perritos de las praderas y otros animales perjudiciales para la agricultura y la cría de animales» en terrenos públicos. De esta forma, se autorizaron cazadores que eliminaron unos 136 lobos, si bien fueron extinguiéndose gradualmente en el Yellowstone. De hecho, se realizaron algunos exterminios más hasta 1935, cuando el Servicio de Parques Nacionales acabó con la práctica. Con la aprobación de la Ley de Especies en Peligro de Extinción en 1973, estos animales fueron de los primeros en ser agregados a la lista.
Para los años 1990, el gobierno federal se había retractado de sus puntos de vista acerca de los lobos, ya que, tras una controvertida decisión del Servicio de Pesca y Vida Silvestre de los Estados Unidos —encargados de monitorizar a las especies amenazadas o en peligro—, se volvieron a insertar en el parque lobos importados del noroeste de Canadá. Los esfuerzos por su reintroducción fueron exitosos, al mantenerse las poblaciones relativamente estables; de hecho, en una encuesta llevada a cabo en 2005 se informó que había trece grupos de lobos, que sumaban unos 118 individuos en el interior de Yellowstone y hasta 326 en la totalidad del ecosistema. Sin embargo, estas cifras fueron inferiores a las reportadas un año antes, y el descenso se atribuyó a las migraciones a otras zonas cercanas, tal y como sugería el aumento poblacional en Montana en ese mismo período. Casi la totalidad de los lobos documentados descienden de aquellos sesenta y seis introducidos en 1995 y 1996, a la par que la recuperación de esta especie en los estados de Wyoming, Montana e Idaho ha sido tan exitosa que el 27 de febrero de 2008 el Servicio de Pesca y Vida Silvestre eliminó al lobo de las Montañas Rocosas del norte de la lista de especies en peligro de extinción.
Por otro lado, los osos negros son comunes en el parque y fueron un símbolo del mismo debido a su interacción con los visitantes a principios de 2010. Sin embargo, la alimentación y mantener contacto con estos animales se prohibió en la década de 1960 para reducir su apetito por la comida de los seres humanos. Además, el Yellowstone es uno de los pocos sitios de todo el país donde los osos negros conviven con los grises, y suelen observarse en las áreas del norte y cerca del río Bechler, que es la parte más meridional de todo el parque. Según datos de 2017, hay aproximadamente setecientos osos grises viviendo en todo el ecosistema, con unos ciento cincuenta viviendo dentro o en las inmediaciones del parque. En un principio, esta especie fue añadida a la lista de amenazadas en los Estados Unidos contiguos el 28 de julio de 1975, pero fue retirado en 2007, si bien hubo cierta oposición debido a ciertas preocupaciones por que algunos estados volviesen a permitir su caza y que eran necesarias mejores medidas de conservación para mantener una población sostenible. Sin embargo, un juez revirtió esta decisión en 2009 y volvió a colocar a esta especie en el documento, aunque volvió a ser retirado en 2017, pero, de nuevo, la autoridad juducial señaló que la protección del oso gris debería ser restaurada completamente, al señalar que el Servicio de Pesca y Vida Silvestre cometió un error. Pese a todo, la caza se encuentra prohibida en el parque, aunque aquellos que la practican fuera de los límites pueden cruzar el Yellowstone con el cadáver si disponen de un permiso.
En cuanto a los uapitíes, en 2007 se calcularon en más de 30 000, lo que supone ser el mamífero con mayor número de individuos de todo el parque. Sin embargo, la manada ubicada en el norte ha ido decreciendo en población de forma notoria, debido en parte a los ataques de lobo o a efectos causales, como ocultarse entre los bosques para evitar se víctima de depredadores, lo que hace más difícil el adecuado conteo por parte de los investigadores. Al mismo tiempo, en 2003 se hallaron rastros que fueron seguidos durante más de 2 millas (3,2 km) y resultaron ser de una lince hembra y su cachorro, una vez confirmado a partir de heces, entre otras pruebas. No obstante, no se pudo realizar ningún contacto visual y no han sido observados en el Yellowstone desde 1998, aunque pruebas de ADN a partir de muestras de pelo obtenidas en 2001 afirman que los linces, como mínimo, transitan por el parque. Otras especies cuya presencia es poco común son las del puma, cuya población se estima en solo veinticinco individuos, y la del carcayú, con datos desconocidos.
En cuanto a vida acuática, se sabe que viven unas dieciocho especies de peces, incluida la trucha degollada del Yellowstone, muy codiciada por los pescadores. Esta se ha tenido que enfrentar a numerosas amenazas desde los años 1980, como la sospechosa introducción ilegal en el lago Yellowstone de la trucha lacustre americana, una especie invasora que se alimenta de las degolladas más pequeñas. Si bien la trucha lacustre se estableció en los lagos Shoshón y Lewis —en el drenaje del río Snake— por las operaciones de agrupamiento de 1890 por parte del Gobierno de los Estados Unidos, nunca fue introducida oficialmente en el drenaje del río Yellowstone. La trucha degollada también haa tenido que hacer frente a las continuas sequías, así como a la introducción accidental de un parásito, el Myxobolus cerebralis, que causa una enfermedad terminal en el sistema nervioso en los individuos más jóvenes. Desde 2001, todas las especies nativas capturadas por la pesca deportiva en las vías fluviales del parque deben liberarse al momento de atraparse.
Además, el parque también es el hogar de siete especies de reptiles, como la tortuga pintada, la boa de goma del norte, la cascabel del oeste, la serpiente de toro, el lagarto artemisa o la culebra rayada, mientras que entre los anfibios está la rana coro boreal, la salamandra tigre, el sapo occidental o la rana manchada de Columbia. Asimismo, se han contado 311 especies de aves, de las que prácticamente la mitad anidan en el Yellowstone. En 1999, se informó de veintiséis parejas de águila calva anidando en el parque, aunque también se han avistado colimbos grandes, patos arlequines, águilas pescadoras, halcones peregrinos o cisnes trompeteros, todos ellos considerados especies de gran preocupación debido a su escasa presencia en el parque.

### Flora
Al menos 1700 especies de árboles y plantas vasculares son nativas del parque, mientras que otras 170 se consideran exóticas y, por tanto, no son originarias del Yellowstone. Asimismo, de entre los ocho tipos de coníferas, el Pinus contorta cubre el 80 % de las áreas boscosas, mientras que los restantes —como el abeto alpino, la pícea de Engelmann, la falsa tsuga verde de las Rocosas o el pino de corteza blanca— están esparcidos por diversas arboledas a lo largo del parque. Desde 2007, el pino de corteza blanca está amenazado por el hongo puccinial Cronartium ribicola; sin embargo, esto solo sucede en los bosques localizados en el norte y el oeste. Alrededor del 7 % de los especímenes de este pino han sido infectados por el hongo, si bien en regiones del noroeste de Montana el impacto ha sido casi total. Por otra parte, el álamo temblón y el Salix son las especies más comunes de árboles caducifolios. No obstante, los bosques de álamos han ido perdiendo extensión significativamente desde inicios del siglo XX, pero, según algunos científicos de la Universidad Estatal de Oregón, la reintroducción de lobos ha provocado que su tamaño vuelva a aumentar, ya que estos han hecho que el pastoreo entre los uapitíes cambie.

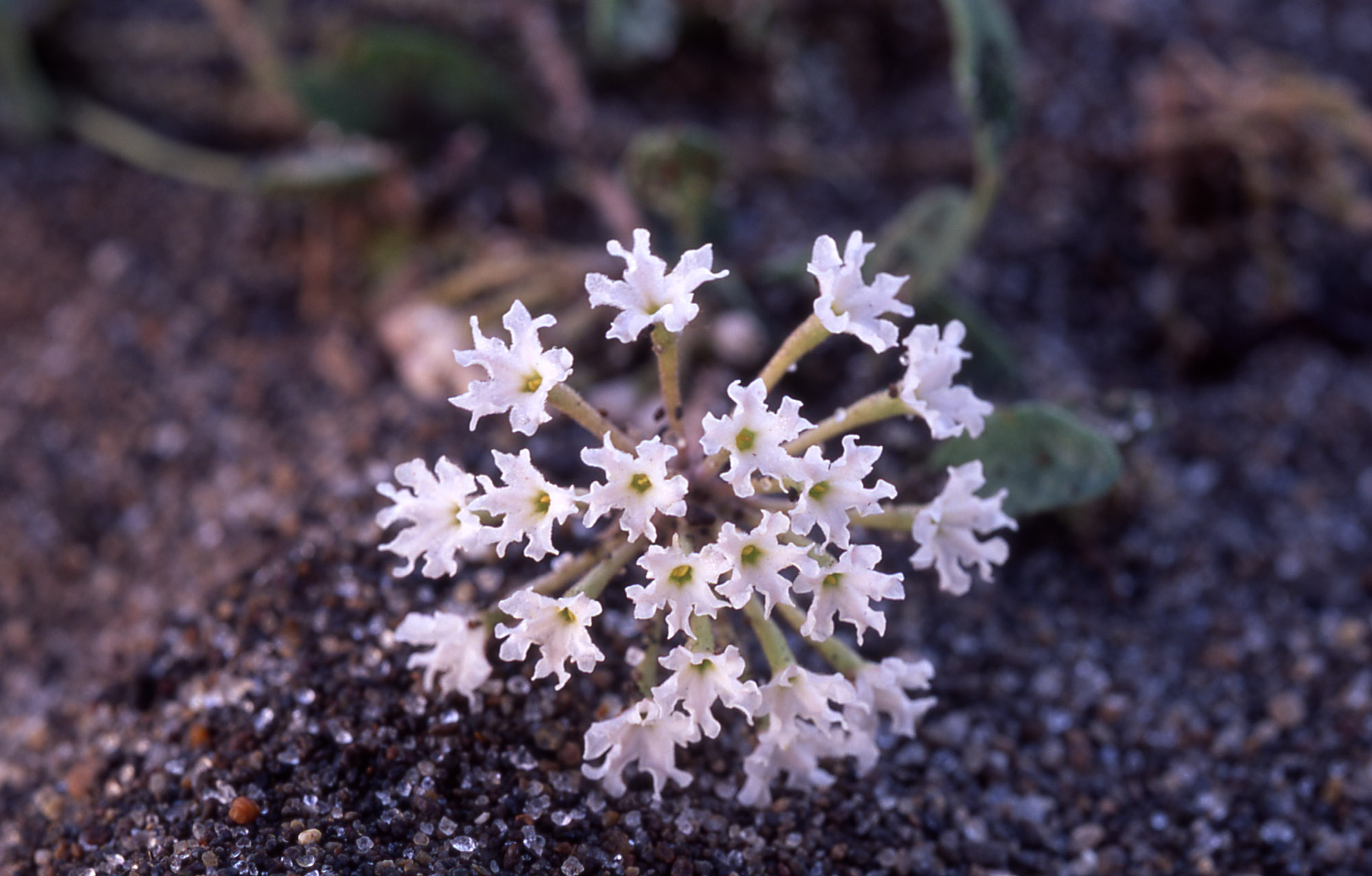
La verbena de arena del Yellowstone es una especie endémica que se encuentra exclusivamente en la orilla del lago Yellowstone.

También, se han identificado docenas de especies de flores; muchas de ellas comienzan su desarrollo entre los meses de mayo y septiembre. La verbena de arena del Yellowstone es una especie floral rara que se encuentra exclusivamente en el parque, pero que está cerca en relación con otras especies que se ubican en climas mucho más templados, lo que la hace enigmática. Se estima que hay unos 8000 ejemplares en las tierras arenosas del lago Yellowstone, muy por encima de la cota de agua. A menudo, las plantas no nativas amenazan a las endémicas debido a que estas usan todos los nutrientes disponibles. Si bien las especies exóticas suelen encontrarse por las áreas donde hay más presencia humana, como cerca de carreteras o en instalaciones turísticas, también están presentes en partes más alejadas. Generalmente, estas plantas tienen su extensión controlada, ya que se suelen extraer fuera de la tierra o se les difumina un aerosol, aunque son procedimientos caros y que consumen tiempo.

### Microorganismos
En las aguas calientes del parque, existen bacterias que se agrupan en marañas de trillones de individuos en formas extrañas. Se trata de algunas de las formas de vida más primitivas de la Tierra, que a su vez cobijan a moscas y otros artrópodos incluso en los inviernos con fríos más extremos. Al principio, los científicos pensaban que conseguían su sustento a partir del azufre exclusivamente, pero en 2005 algunos investigadores de la Universidad de Colorado en Boulder descubrieron que su alimento para alguno de los diversos hipertermófilos proviene del hidrógeno molecular.
La Thermus aquaticus es una bacteria que se encontró en las aguas termales del Yellowstone y produce una importante enzima que es fácil de replicar en un laboratorio, y es útil a la hora de hacer copias de ADN como parte del proceso de la reacción en cadena de la polimerasa (PCR, por sus siglas en inglés), además de que su extracción genera pocos daños en el ecosistema. Otros organismos de ese tipo que se encuentran en esa zona también se han demostrado útiles para los científicos que investigan la cura de varias enfermedades. Por otro lado, en 2016, investigadores de la Universidad de Uppsala informaron del descubrimiento de termófilos, los Hadesarchaea, en la cuenca de Culex, que son capaces de convertir el monóxido de carbono y el agua en dióxido de carbono y oxígeno.

### Incendios forestales

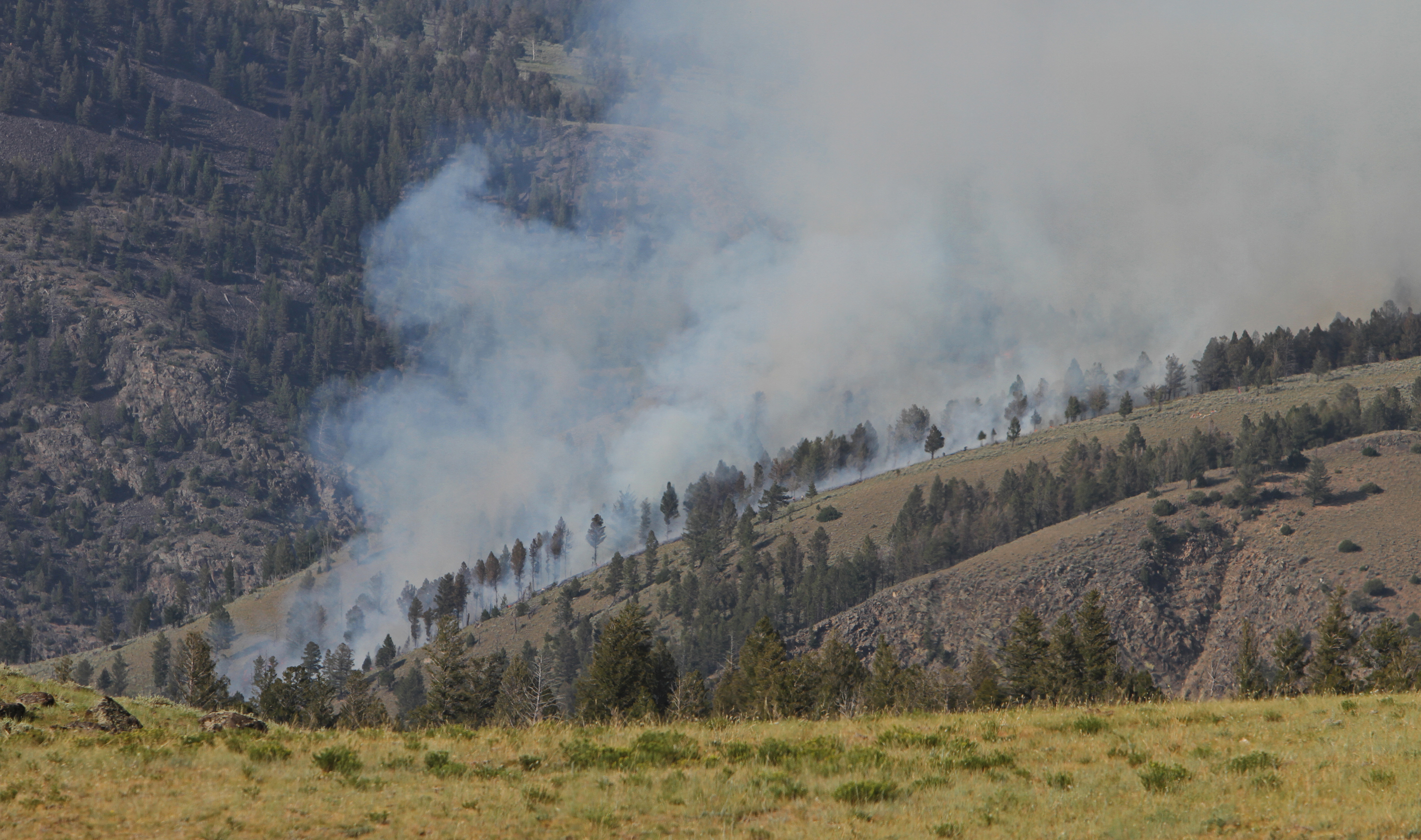
Incendio forestal en alguna sección del parque sucedido en 2012.

De acuerdo con estadísticas del Servicio de Parques Nacionales, los pastizales y bosques de Yellowstone son susceptibles a incendios forestales cada veinte o trescientos años, respectivamente. Por tratarse de un fenómeno inherente a la mayoría de los ecosistemas, ciertas plantas autóctonas se han adaptado a las condiciones adversas. Por ejemplo, el abeto de Douglas posee una corteza gruesa que protege la sección interna del árbol del incendio, mientras que los pinos Lodgepole —la especie de árbol más común en el parque—, por lo general, presentan conos que se abren únicamente ante la presencia de llamas. Sus semillas se mantienen protegidas por acción de una resistente resina que, una vez derretida por el fuego, permite que las semillas se dispersen. Finalmente las llamas despejan la madera muerta y caída, con lo cual ayudan a que los pinos florezcan con menor dificultad. Por otra parte, existen especies que tienden a crecer en áreas más frías y húmedas donde hay menor probabilidad de siniestros, tales como el abeto alpino, la pícea de Engelmann o el pino de corteza blanca. Al estar aisladas del calor por el suelo, las raíces de los álamos prevalecen ante las llamas.
Cada año en promedio se producen treinta y cinco incendios en el parque por las descargas de rayos, en adición a otros seis a diez siniestros que son provocados por la acción humana, la mayoría de las veces por accidente. Yellowstone cuenta con tres torres de vigilancia contra incendios, cada una equipada con bomberos capacitados, cuya mayor actividad se produce entre junio y septiembre de cada año, período identificado por los oficiales del parque como la principal temporada de incendios. Las llamas suelen arder con mayor intensidad poco antes del anochecer, y por lo general queman superficies menores de 100 acres (40,5 ha), antes de consumirse por sí solas. Cabe mencionar que el parque también cuenta con un sistema de monitorización de incendios desde el aire, además de respaldarse en los informes de visitantes sobre presencia de humo o llamas en las instalaciones. Una de las actividades de los vigías forestales consiste en monitorizar la acumulación de madera muerta y caída, la humedad del suelo y de los árboles, así como el clima, para determinar las áreas más vulnerables al fuego en caso de incendio. La política de Yellowstone establece que los incendios provocados por el hombre deben ser suprimidos, mientras que los ocasionados de forma natural son evaluados para identificar el beneficio o perjuicio hacia el ecosistema, de manera que los oficiales solamente los extinguen si determinan que el incendio representa una amenaza inmediata para los visitantes o estructuras, o que puede extenderse de forma descontrolada. Los empleados de Yellowstone llevan a cabo quemas prescritas para eliminar la madera muerta, algo que a su vez ayuda a los bomberos a controlar tanto la cantidad como los lugares donde la madera es consumida. Si bien suelen iniciarse incendios en Yellowstone con poca frecuencia en comparación con otros parques estadounidenses, se ha vuelto habitual la práctica de dejar que se consuman por sí solos los incendios naturales.

## Etimología
Su nombre proviene del río Yellowstone, cuya denominación se remonta al siglo XVII, cuando ciertos comerciantes franceses utilizaron la expresión «Roche Jaune» probablemente en alusión al término hidatsa Mi tsi a-da-zi —«río de piedra amarilla»—. Tiempo después, los hombres de montaña estadounidenses tradujeron la expresión francesa al inglés como «Yellow Stone». Por lo general, se considera que este nombre se refiere a las rocas amarillas que pueden observarse en el Gran Cañón de Yellowstone.

## Historia

### Época precolombina

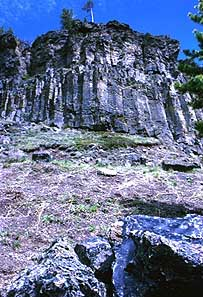
Obsidian Cliff.

El hallazgo de una punta de obsidiana de origen Clovis en el área que ocupa la oficina de correos de Gardiner, Montana, supone que la presencia de asentamientos humanos en ese lugar se remonta 11 000 años atrás. Este material era abundante en esa región, por lo que solía ser aprovechado por los nativos estadounidenses para construir herramientas de corte y armas. Ante la evidencia de otras puntas de obsidiana en el valle del Misisipi, se deduce la probable existencia de una ruta de intercambio comercial entre estos asentamientos con otros ubicados más al oriente. Si bien los primeros exploradores blancos arribaron al territorio durante la expedición de Lewis y Clark en 1805 —momento en el que se percataron de la presencia de tribus Nez percé, Crow y Shoshón—, en realidad no visitaron el sitio ocupado por el parque de Yellowstone, pese a que algunos de los que atravesaron lo que a día de hoy es el estado de Montana tenían conocimiento del lugar.

### Etapa de exploraciones (1807-1871)
La expedición de Lewis y Clark atrajo el interés de tramperos y exploradores a la región, en especial al territorio ocupado por San Luis, Misuri. Un grupo de excursionistas encabezados por el español Manuel Lisa se establecieron en la desembocadura del río Bighorn durante la temporada invernal de 1807 para cazar y recolectar. Entre ellos, se encontraba el trampero John Colter, que observó al menos una zona geotérmica cerca de la cascada Tower Fall, hacia el noreste, tras atravesar una parte de la región que habría de ocupar el parque Yellowstone. Si bien tiempo después describió un lugar de «fuego y azufre», Colter's Hell, su declaración careció de credibilidad, ya que en 1809 resultó herido durante un enfrentamiento con las tribus crow y pies negros, y se creyó que esto le había producido un «delirio». No obstante, durante las siguientes cuatro décadas surgieron varios informes de tramperos y hombres de montaña, como Jim Bridger, Thomas Fitzpatrick o Jedediah Smith, en los que se hizo referencia a un sitio de «barro hirviendo, ríos humeantes y árboles petrificados». El primer reporte del que se tiene registro sobre la región se publicó en el Philadelphia Gazette y el Daily Advertizer, en septiembre de 1827.
Se considera que la primera excursión gubernamental al lugar ocurrió en 1859, cuando el topógrafo William F. Raynolds, del Corps of Topographical Engineers al servicio del ejército estadounidense, encabezó junto con Bridger y el naturalista Ferdinand Vandeveer Hayden una expedición de dos años al norte de las Montañas Rocosas con la intención de analizar el estilo de vida de los amerindios de la región y la viabilidad de establecer un asentamiento en el área circundante a la cabecera del río Misuri. Tras pasar el invierno en Wyoming, Raynolds y su equipo intentaron cruzar la divisoria continental desde el desagüe del Wind River, en el noroeste del estado, por encima de la «meseta de dos océanos» en mayo de 1860. De no ser por las fuertes nevadas que obstaculizaron su avance, habría sido el primer grupo explorador en ingresar a la región de Yellowstone. El informe de resultados de la expedición no se publicó hasta 1868.

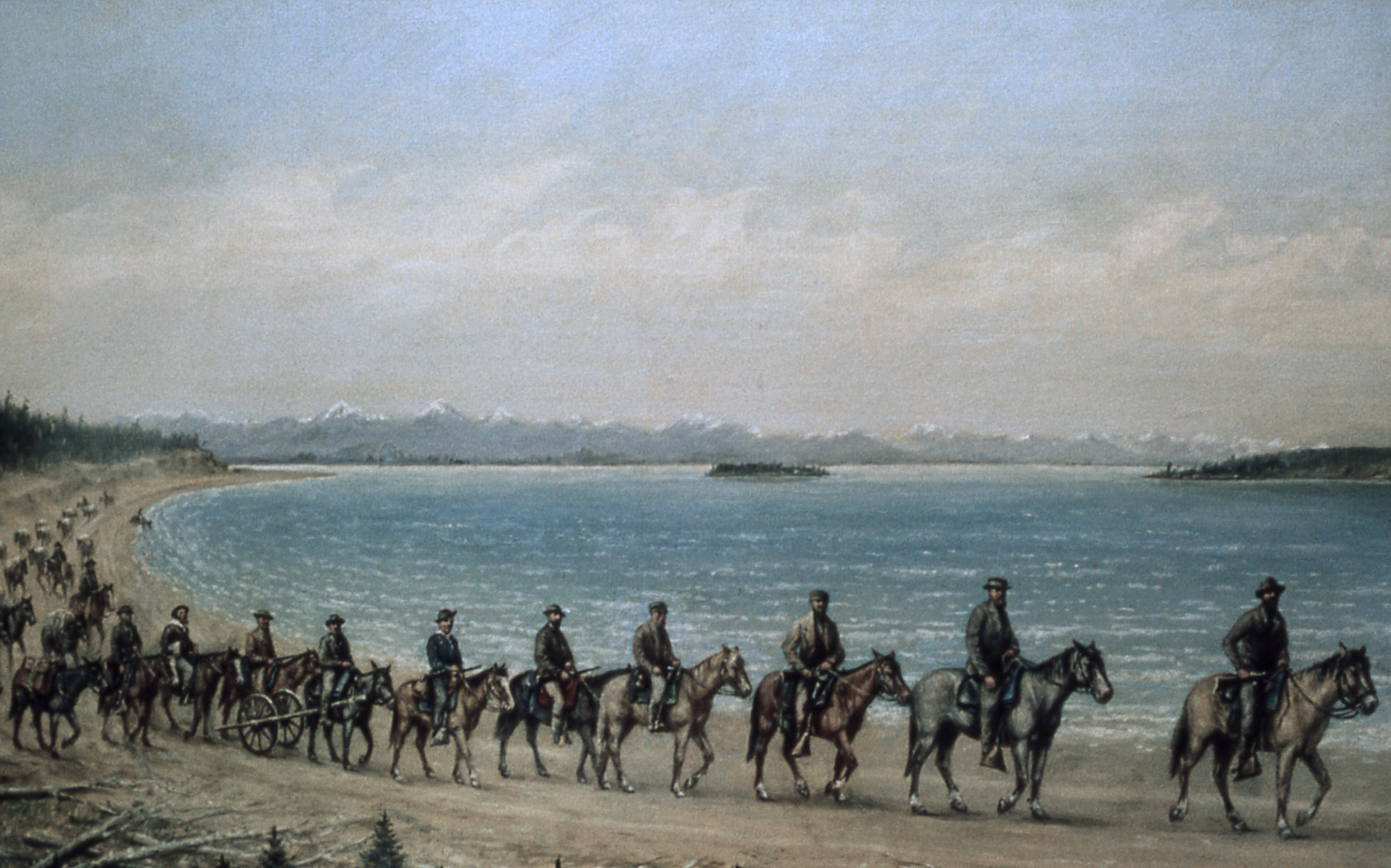
Esta pintura de William Henry Jackson, The Hayden Survey describe la exploración de un lago en Yellowstone (1871).

Las exploraciones quedaron suspendidas hasta finales de la década de 1860, debido a la guerra civil estadounidense. En 1869, un grupo de tres exploradores organizó con fondos privados la expedición Cook-Folsom-Peterson, cuyo trayecto a lo largo del río Yellowstone los llevó al lago homónimo. Los resultados publicados en el diario de travesía Western Monthly en 1870 motivaron al topógrafo de Montana Henry Washburn a encabezar la expedición Washburn-Langford-Doane, en la que también participaron Nathaniel P. Langford y un destacamento del ejército estadounidense comandado por el teniente Gustavus Cheyney Doane. Sus detalladas descripciones de los hallazgos en la región se dieron a conocer mediante conferencias y artículos en revistas y diarios. De acuerdo con Hayden, el informe de la expedición resultó «notable [...] escrito bajo la inspiración de los maravillosos fenómenos físicos ... que por sus descripciones gráficas y apasionante interés no ha sido superado por ningún informe oficial ... desde la época de Lewis y Clark».
Como resultado de esta serie de excursiones, surgieron iniciativas destinadas a la protección de la región de Yellowstone. Por ejemplo, Thomas Francis Meagher realizó una de las primeras propuestas en este sentido, en adición al escritor y abogado Cornelius Hedges —quien había formado parte de la expedición Washburn—, y al congresista William D. Kelley, que recomendó que «el Congreso apruebe un proyecto de ley en el que se declare a la Gran Cuenca del Géiser como parque público para siempre», de acuerdo con una misiva enviada por el financiero Jay Cooke a Hayden.

### Creación del parque y primeros años (1872-1876)
Once años después de la fallida expedición Raynolds y con la intención de realizar una excursión más científica, en el verano de 1871 Hayden recurrió a un grupo de especialistas, artistas y fotógrafos para un estudio de carácter geológico, zoológico, botánico, paleontológico y meteorológico en la región de Yellowstone. El informe final de este proyecto, que contó con financiación gubernamental, incorporó información detallada de los hallazgos, así como fotografías e ilustraciones de William Henry Jackson y Thomas Moran, respectivamente. Con base en estas evidencias, Hayden, Langford y Hedges solicitaron el apoyo de congresistas para la protección del área y, como resultado, un primerizo proyecto de ley se presentó ante las cámaras legislativas en diciembre del mismo año. Finalmente, el Congreso retiró la zona de la subasta pública y, tras varias discusiones parlamentarias en las que surgieron desacuerdos sobre la aprobación de la iniciativa, el 1 de marzo de 1872, el presidente Ulysses S. Grant firmó la ley The Act of Dedication, por la que quedó establecido el parque nacional de Yellowstone, y cuyo texto decía:

THE ACT OF DEDICATION

UNA LEY para apartar cierta extensión de tierra, que se encuentra cerca de las cabeceras del río Yellowstone, como parque público. Sea promulgado por el Senado y la Cámara de Representantes de los Estados Unidos de América en el Congreso reunido, Que la extensión de tierra en los Territorios de Montana y Wyoming ... por la presente queda reservada y retirada del asentamiento, ocupación o venta bajo las leyes de los Estados Unidos, y dedicado y apartado como parque público o terreno de placer para el beneficio y disfrute de la gente; y todas las personas que se ubiquen, se establezcan u ocupen el mismo o cualquier parte del mismo, excepto como se dispone más adelante, serán considerados intrusos y removidos de allí ...

Aprobada el 1 de marzo de 1872.

Firmada por:
Ulysses S. Grant, presidente de los Estados Unidos.
Schuyler Colfax, vicepresidente de los Estados Unidos y presidente del Senado.
James G. Blaine, portavoz de la Cámara de Representantes.

El compromiso de Hayden con esta iniciativa se debía a su interés en «reservar la zona como sitio de recreo para el beneficio y disfrute de la gente», a la cual se refirió como «un tesoro invaluable que se volvería más raro con el tiempo». En su informe, resaltó la necesidad de que el parque fuese «tan libre como el aire o el agua» en alusión a la posibilidad de que lo emplearan para «hacer mercadería de estos hermosos ejemplares» como era el caso de las Cataratas del Niágara, además de advertir que «los vándalos que ahora están esperando entrar en esta tierra de las maravillas, despojarán en una sola temporada, más allá de la recuperación, estas notables curiosidades, cuya preparación ha requerido toda la astucia de la naturaleza durante miles de años», en caso de que el proyecto de ley fuese desestimado.

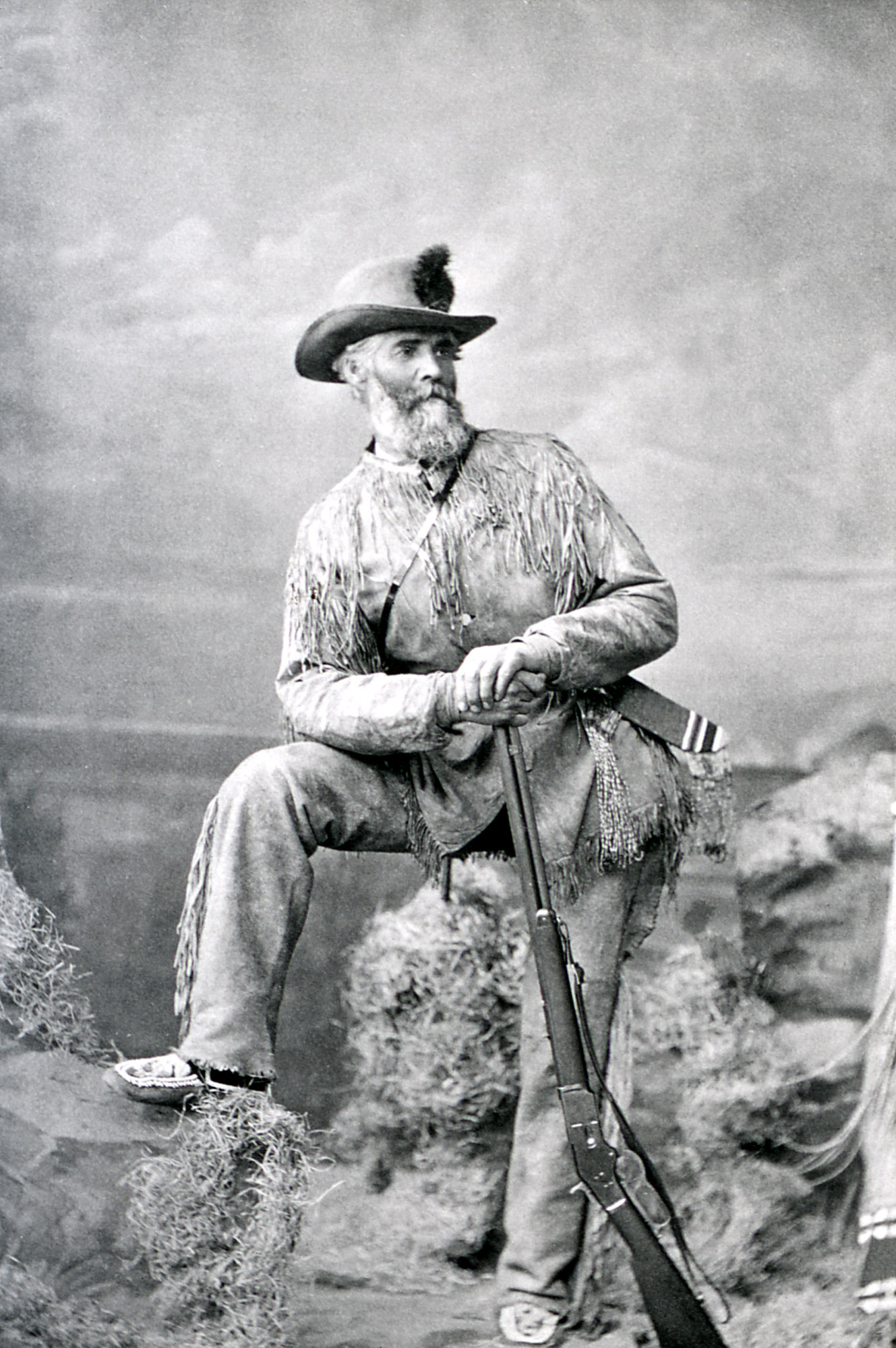
Philetus Walter Norris.

Si bien Columbus Delano, el entonces secretario del Interior, designó a Langford como el primer superintendente del parque con la garantía de eventuales subvenciones, en realidad durante sus cinco años de gestión no tuvo remuneración económica, ni financiación o un equipo de colaboradores. Esto afectó a la resolución de ciertos asuntos notables para el parque en sus primeros años de operación, tales como la mejora y protección del terreno frente a la invasión de cazadores furtivos y vándalos, a lo que se sumó la falta de normativa y de medios legales para tal propósito. Lo anterior quedó documentado en un reporte dirigido al departamento del Interior. Asimismo, la implementación de estrictas prohibiciones federales contra la explotación de recursos y el establecimiento de asentamientos dentro de los límites del parque, conllevó otra problemática debido a protestas de lugareños que se dedicaban a la minería, caza y tala en esta superficie, y que sospechaban que tales medidas podrían afectar la economía de Yellowstone.
Con la intención de salvaguardar la integridad del parque —especialmente tras una serie de reportes que evidenciaron la destrucción de ciertos sectores entre 1873 y 1874—, Langford dedicó una parte de sus esfuerzos en solicitar al Congreso la concesión de préstamos mediante los que pudieran desarrollarse caminos y hoteles en los alrededores de Yellowstone. Sin embargo, pese a que en los siguientes dos años se propusieron varias medidas legislativas, ninguna de ellas resultó exitosa y Langford optó por dedicarse a su empleo alternativo como analista bancario; de acuerdo con declaraciones del capitán William Ludlow, en agosto de 1875: «Los cazadores se han dedicado durante años a la matanza, [y] dentro de los límites del parque apenas se encuentra[n animales]. Fui informado de manera creíble ... que durante el invierno de 1874 y 1875 ... no menos de 1500 a 2000 de estos [alces] fueron destruidos en un radio de 15 millas de Mammoth Springs [...] La única mancha en esta obra artística había sido ocasionada por la mano grosera del hombre. El trabajo ornamental sobre el cráter y los estanques había quedado desfigurado en los lugares más prominentes por los visitantes, y los guijarros estaban inscritos a lápiz con los nombres de un gran número de personas sin importancia. ... Los visitantes merodeaban con pala y hacha, cortando y arrancando grandes piezas de la obra más ornamental que pudieron encontrar; mujeres y hombres por igual uniéndose al bárbaro pasatiempo».

### Fin de la administración civil (1877-1886)
Una vez asumido el oficio presidencial e interesado en las iniciativas de protección del parque, en 1877 Rutherford B. Hayes eligió a Carl Schurz y Philetus W. Norris como secretario del Interior y superintendente de Yellowstone, respectivamente. Poco más de un año después, con ayuda del representante de Míchigan, Schurz consiguió a mediados de 1878 la primera subvención gubernamental para la «protección, preservación y mejora» del parque, y con ello el primer sueldo anual para el oficio de superintendente de la institución. Un par de años después, este apoyo pasó a integrarse al presupuesto anual gubernamental. Cabe mencionar que hasta entonces existían cinco «reglas» que regían el funcionamiento del parque, una de las cuales prohibía habitarlo sin autorización previa del Senado.
En cuanto a la cacería, si bien Schurz recomendó el establecimiento de una zona para la preservación de la fauna, Norris creía que consistía en «un excelente deporte [... aunque] severo y peligroso». Finalmente, Harry Yount —un apasionado del parque considerado como el primer guardabosques del sitio— propuso la creación de una fuerza policíaca que vigilara permanentemente el estado de Yellowstone así como el cumplimiento de las leyes, regulaciones y reglas concernientes a la protección del lugar. De hecho, Pico Younts lleva ese nombre en su honor. Si bien para 1881 se habían construido más de 500 km de caminos en Yellowstone, en abril de 1882 Patrick H. Conger sustituyó a Norris en la superintendencia. La cantidad de visitas se incrementó notablemente en 1883, cuando se registraron 5000 admisiones en contraste con las 300 de 1872, lo cual se atribuyó al establecimiento de una estación de tren en Livingston, Montana, por parte de la Northern Pacific Railroad a comienzos de esa década, y que conectaba con la entrada noreste del parque. No obstante, la mayoría de los accesos al parque en ese entonces eran a caballo o por medio de diligencias. El auge turístico en Yellowstone llevó al origen de acuerdos y concesiones territoriales entre el gobierno y particulares por una superficie de al menos 17 km², lo cual dio lugar a la creación de la Yellowstone National Park Improvement Company.
Adicionalmente, durante los años 1870 y 1880, se suscitó un conflicto entre las autoridades del parque y la tribu Nez percé debido a la exclusión de amerindios de este territorio. La situación llegó a un punto crítico cuando integrantes de la tribu invadieron Yellowstone y capturaron a varios visitantes como rehenes, de los cuales asesinaron a dos. De forma similar, un grupo de Bannock entró al parque en 1878. Con tal de evitar el ingreso de amerindios y más tragedias, Norris ordenó construir un fuerte en el parque. A principios de 1883 el Senado aprobó una ley que, además de regular ciertos aspectos administrativos del parque como el de las concesiones territoriales, admitió la intervención del Departamento de Guerra para el despliegue de tropas militares que ayudaran a retirar a quienes incumplieran las reglas de Yellowstone. Entre 1884 y 1885, estuvieron a cargo del parque los superintendentes Robert E. Carpenter y D. W. Wear, respectivamente. Durante la gestión de este último se llevó a cabo el primer arresto de un cazador que incumplió con la regulación del parque. Además, en ese lapso el parque contó con la protección del gobierno de Wyoming. En agosto de 1886, el capitán Moses Harris relevó a Wear de su cargo y puso fin a la administración civil del parque, con lo cual el ejército estadounidense habría de asumir tal responsabilidad en los años venideros.

### Administración militar del parque (1886-1918)
Una de las primeras acciones de Harris al frente del parque Yellowstone fue el establecimiento tanto del puesto de caballería Camp Sheridan en la zona montañosa de manantiales Mammoth Hot Springs, así como de un reglamento en el que, entre otros puntos similares a la normativa anterior, se prohibió la caza y el uso de armas de fuego dentro del sitio. Si bien la llegada de las tropas militares a Yellowstone atrajo varias críticas en ese período, Harris recurrió a patrullas fronterizas periódicas para expulsar a los vándalos. Esta medida resultó efectiva y sentó un precedente para la creación de una política regulatoria del sistema de parques nacionales estadounidenses. Asimismo, se autorizó a partir de 1888 el incremento anual de militares durante la temporada vacacional veraniega. En 1889 el capitán F. A. Boutelle reemplazó a Harris como superintendente. Durante su gestión se implementaron ciertas acciones favorables para el parque tales como un sistema de identificación de sitios exclusivos para campistas —que habrían de adoptar luego el resto de parques nacionales—; la incorporación de truchas para fomentar la pesca; y la construcción de cabañas de patrulla para los guardabosques —referidas comúnmente como «showshoe cabins»—.
Debido a la participación de Boutelle en la campaña Sioux de 1890, el capitán George S. Anderson asumió la responsabilidad de Yellowstone en 1891, de cuya administración surgieron varias nuevas políticas y programas que habrían de consolidarse en el Servicio de Parques Nacionales. En ese período, Camp Sheridan pasó a integrar el Fort Yellowstone, una edificación militar más organizada, además de reportarse los primeros envíos de ejemplares animales al Instituto Smithsoniano y a zoológicos del país. En 1891 se inauguró el Lake Hotel, que habría de pasar por varias remodelaciones en las siguientes décadas hasta adquirir el estatus de monumento nacional en 2015. Hasta 1895, la popularidad del parque iba en aumento y se registraron más de cinco mil visitantes, una cifra récord desde su creación. Cabe señalar que en 1894 se firmó una nueva ley que admitió formalmente al parque nacional de Yellowstone en la jurisdicción del distrito de Wyoming, y como resultado se implementaron las primeras medidas jurídicas contra los infractores de las normas del sitio recreativo, las cuales habrían de ser reguladas por el nuevo oficio de «comisionado del parque», inaugurado por John A. Meldrum ese mismo año y cuya labor perduró hasta 1935. Estas medidas quedaron reforzadas con la National Park Protection Act, comúnmente referida como Lacey Act. En 1903, el presidente Theodore Roosevelt dedicó el arco en la entrada norte del parque, y en esa época también abrieron sus puertas la oficina postal de Mammoth Hot Springs y el hotel Old Faithful Inn.
Los esfuerzos por criar y domesticar animales que habrían de habitar en el parque dio como resultado la creación en 1907 de un rancho en la reserva Lamar Valley, que en su primer año de operaciones llegó a tener 61 bisontes en cautiverio. Con el paso del tiempo tal iniciativa ayudó a evitar la extinción de esta especie, que en 1916 llegó a tener 273 ejemplares en Yellowstone. En 1911, se llevó a cabo una reunión en el parque a la que asistieron funcionarios del departamento del Interior, así como el superintendente, con tal de acordar el reemplazo de las tropas de caballería por una guardia especial que se encargara a la vez de la administración de Yellowstone. Finalmente, los resultados de estos acuerdos dieron lugar a la firma de la ley National Park Service Organic Act, mediante la cual se estableció el Servicio de Parques Nacionales en 1916. Un par de años después, en 1918 el ejército estadounidense cedió la administración del parque a esta entidad. Cabe agregar que ante el incremento de visitas al parque a bordo de automóviles —de acuerdo con registros de 1915, al año ingresaban un millar de autos—, el transporte en carruajes y caballos resultó conflictivo y esto derivó en su prohibición.

### Época contemporánea (1918-actualidad)
Horace Albright pasó a ser el primer superintendente de Yellowstone tras la creación del Servicio de Parques Nacionales, además de apoyar simultáneamente a Stephen Mather, el primer director del servicio. En 1920 comenzó a operar el sitio de alojamiento Roosevelt Lodge. Casi una década después, el presidente Herbert Hoover firmó en 1929 un decreto que estableció los límites territoriales del parque: hacia el noroeste se incluyó una zona de árboles petrificados, mientras que el este incorporó las cabeceras del río Lamar y parte de la cuenca del río Yellowstone. El territorio se amplió nuevamente en 1932, cuando se incluyeron más de 28 km² entre el límite norte y el río Yellowstone, al oeste de Gardiner, mediante una orden ejecutiva firmada por Hoover.
Gracias al Cuerpo Civil de Conservación, entre 1933 y 1942 se pusieron en marcha varios proyectos de infraestructura en el parque para la reforestación, el desarrollo de senderos, y la reducción de incendios. Asimismo, se construyeron centros de visitantes, campamentos y carreteras. Tras el estallido de la Segunda Guerra Mundial, el gobierno estadounidense usó el presupuesto destinado a los parques nacionales en el conflicto armado y esto afectó el mantenimiento de las instalaciones existentes en Yellowstone así como el cese de ciertas obras como un camino entre el géiser Old Faithful y la montaña Craig Pass. Una vez finalizada la guerra, la concurrencia al parque se incrementó de forma notable y el sitio tuvo una afluencia récord de un millón de visitantes en 1948. Debido al deterioro de los parques nacionales como consecuencia de la falta de recursos durante la guerra mundial, Conrad Wirth —entonces director del servicio de parques nacionales— propuso la creación de un programa gubernamental dirigido a la mejora de la infraestructura turística y caminos de esta clase de áreas protegidas. Esta iniciativa recibió el nombre de Misión 66, ya que se pretendía que el proyecto quedara concluido a tiempo para conmemorar el 50° aniversario de fundación del servicio, en 1966. Uno de los cambios más notables tuvo que ver con el rediseño arquitectónico de las estructuras de los parques, que adoptaron un estilo modernista opuesto al diseño rústico que había prevalecido hasta entonces y cuyos costos eran más elevados. El centro Canyon Village Lodge resultó de este esfuerzo en 1957. Asimismo, en 1949 comenzaron a emplearse aerodeslizadores para el traslado de turistas durante la temporada invernal, mientras que en 1955 se inauguró el primer servicio de autocar en la misma estación del año.
En agosto de 1959 se suscitó un terremoto de magnitud 7.5 en la escala de Richter que ocasionó daños a las instalaciones y áreas termales del parque así como la muerte de campistas en el bosque nacional de Gallatin. Unos años después, en 1963, se publicó el documento Wildlife Management in the National Parks —traducción literal: «Manejo de vida silvestre en los parques nacionales»—, también conocido como Leopold Report, en respuesta a las medidas controvertidas adoptadas desde hacía algunos años atrás por la administración de Yellowstone para mitigar la sobrepoblación de alces en el sitio. Una de sus recomendaciones era el involucramiento de científicos en la gestión de ecosistemas de los parques nacionales; en 1968 se descubrió la bacteria Thermus aquaticus en una fuente termal de Yellowstone, y en 1970 se puso en marcha un programa para la protección de la población de osos del parque. Algunos sucesos relevantes en la década de 1970 tuvieron que ver con las adecuaciones para el alojamiento nocturno de visitantes durante la época invernal, una medida que habría de perdurar anualmente; y el par de nombramientos como reserva internacional de la biósfera (1976) y Patrimonio de la Humanidad (1978). Asimismo, en ese período se publicaron al menos tres leyes que habrían de regir la administración del parque en los años venideros: la National Environmental Policy Act y la Clean Air Act (1970), la Clean Water Act (1972) y la Endangered Species Act (1973).

Incendios en Yellowstone en 1988.

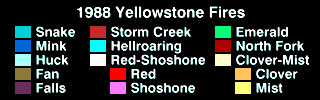
Progresión de los incendios en la región de Yellowstone, entre julio y octubre de 1988.

En el verano de 1988 se suscitó una serie de incendios forestales en el parque que destruyeron más del 35 % de su superficie —aproximadamente 3213 km²—. Como resultado, se produjeron cambios en las políticas de gestión de incendios en los parques nacionales estadounidenses. A partir de 1994, la administración de Yellowstone mantuvo un porcentaje de los ingresos de admisión a sus instalaciones por decreto gubernamental, y al año siguiente se volvieron a introducir los lobos en el sitio —los últimos habían sido eliminados en 1923 por oficiales del parque debido a su naturaleza depredadora—. Cabe mencionar que entre 1995 y 2003 el parque estuvo incluido en el listado de Patrimonio de la Humanidad en peligro debido a los efectos del turismo, el estado de la vida silvestre y las constantes problemáticas con las especies invasoras.
En los años 2000 se produjeron algunos acontecimientos ecológicos relevantes para la historia del parque; por ejemplo, en 2005 se fundó el Heritage and Research Center —«Centro de investigación y patrimonio»— cerca de la entrada norte del sitio, en Gardiner. En su interior alberga la colección del museo del parque, así como una biblioteca de archivos, un laboratorio de arqueología y un herbario. Si bien en 2007 el gobierno removió a los osos grizzly de Yellowstone de su listado nacional de especies amenazadas, en 2009 estos retomaron su anterior estatus de conservación. Lo anterior llevó al establecimiento de un nuevo programa científico para la preservación del ecosistema del parque. De manera similar, en 2008 se recomendó la remoción de truchas del lago de Yellowstone. Como parte del programa America the Beautiful Quarters, el parque de Yellowstone recibió su propio cuarto en 2010. Cabe agregar que en 2018 se realizó el primer evento anual pleinarista de la institución. Debido a la pandemia de COVID-19, el parque se mantuvo cerrado entre marzo y mayo de 2020.

## Jurisdicción legal

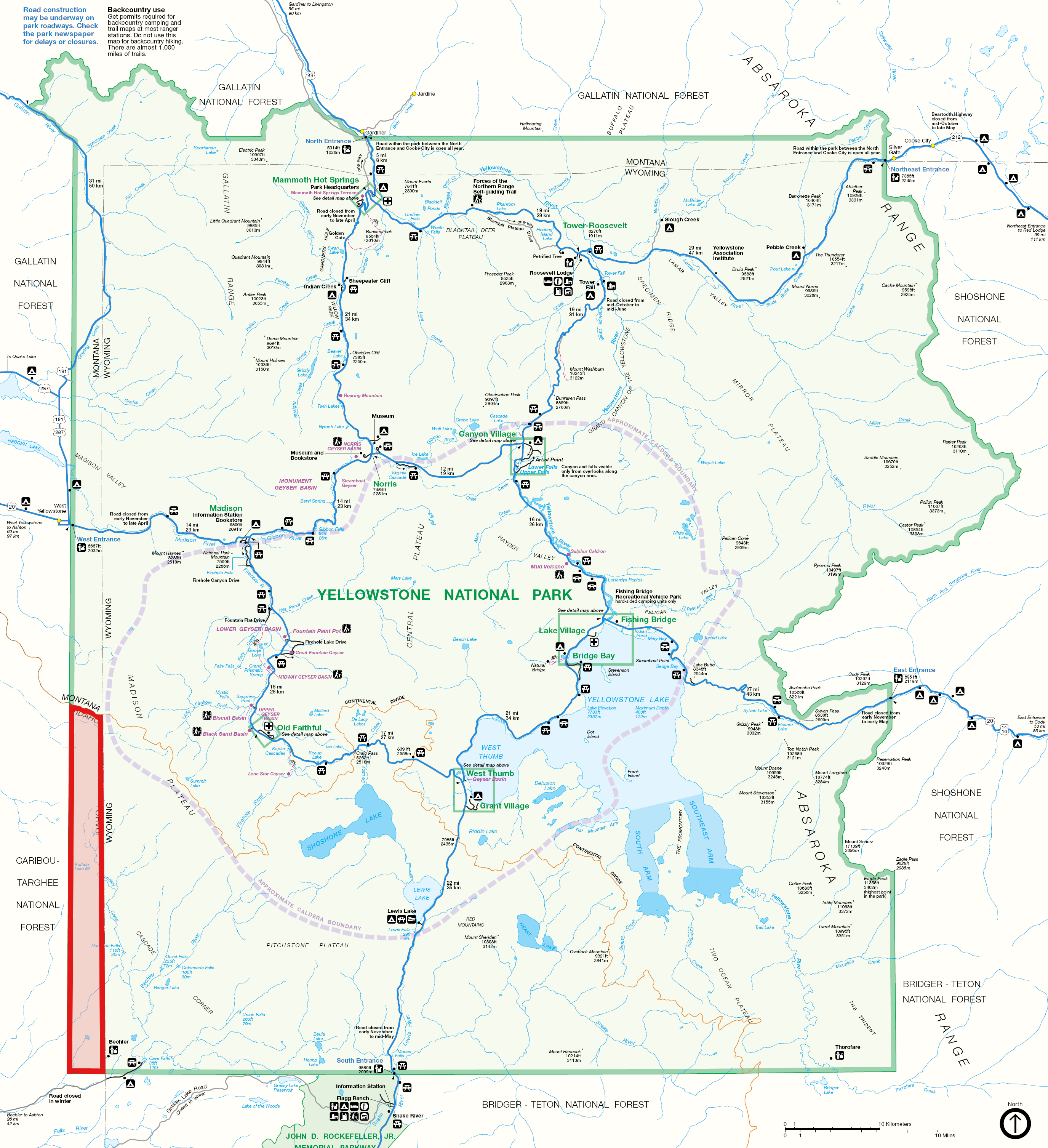
Imagen en la que aparece resaltado, en la parte inferior izquierda, el sector del parque correspondiente a Idaho.

El parque opera dentro de la jurisdicción del tribunal para el distrito de Wyoming, lo que le convierte en el único distrito judicial de carácter federal que regula sectores de más de un estado —está vigente también en las zonas correspondientes de Idaho y Montana—. En tal situación, de acuerdo con el profesor de derecho Brian C. Kalt, es improbable reunir a un jurado de conformidad con la «cláusula de vecindad» de la Sexta Enmienda a la Constitución para atender un crimen cometido, ya sea en la región despoblada del parque correspondiente a Idaho o en con escasa presencia humana de Montana.

## Uso recreativo

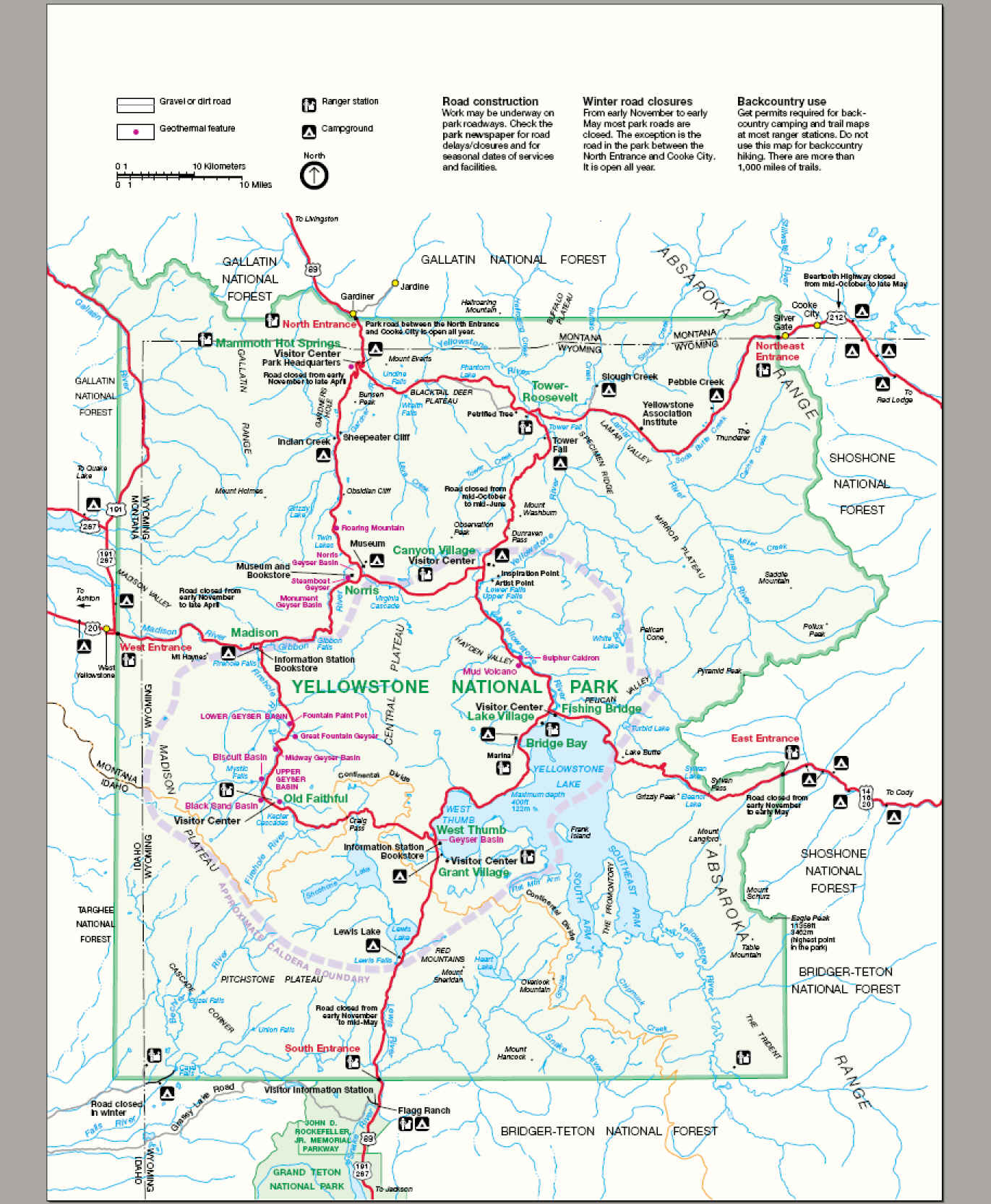
Mapa turístico de Yellowstone.

Con el transcurso del tiempo, Yellowstone se ha consolidado como uno de los parques nacionales estadounidenses más populares. De acuerdo con registros que datan de mediados de la década de 1960, cada año es visitado al menos por dos millones de personas, y en 2016 logró un récord histórico de 4.26 millones de visitas. Cabe mencionar que en el mes de julio es cuando se recibe la mayor cantidad de admisiones al parque cada año, y los sectores predilectos por los visitantes son Old Faithful y Mammoth Hot Springs, además de áreas geotermales como el géiser Old Faithful. De forma similar, el público se ve atraído por los avistamientos de fauna salvaje como osos grizzly y lobos —de acuerdo con un estudio citado por la revista National Geographic, «los visitantes que provienen de las afueras de la región del Greater Yellowstone [Wyoming, Montana e Idaho] gastan 35.5 millones [USD] anuales específicamente para ver lobos»—.
En período estival, 3700 personas trabajan para los concesionarios, quienes a su vez administran nueve hoteles con un total de 2238 habitaciones y cabañas, así como estaciones de servicio, almacenes y cámpines. Adicionalmente la nómina incluye 800 empleos fijos o temporales que responden directamente al NPS. La popularidad y afluencia del parque posee un impacto notable en la economía de Wyoming, Montana e Idaho; por ejemplo, de acuerdo con el NPS, hasta 2020 las ganancias estimadas por el alojamiento combinado de los parques de Glacier y Yellowstone ascendía a 315 millones USD.
El frecuente cierre de los caminos de servicio del parque, debido a obras de mantenimiento o reconstrucción, conlleva la limitación del acceso al público a ciertas áreas de interés turístico. Con excepción de la vía que surge desde Gardiner y se extiende hasta Cooke City, el tráfico vehicular es suspendido en el resto de los caminos durante cinco meses, entre noviembre y mediados de abril. Existen cinco accesos distintos a Yellowstone y 310 millas (498,9 km) de caminos pavimentados. Si bien el parque no cuenta propiamente con un servicio de transporte público, es posible contratar el transporte motorizado guiado con terceros. Asimismo, los concesionarios llevan a cabo recorridos guiados en motos de nieve y autocares cada temporada invernal, aunque su disponibilidad varía de acuerdo a las políticas del NPS. En mayo de 2021 los oficiales del parque prevén la incorporación de vehículos autónomos en la zona de Canyon Village, con lo que habría de pasar a ser el primer parque nacional estadounidense con dicha tecnología.
El mantenimiento de las estructuras históricas y otros edificios del parque —como Old Faithful Inn, construido entre 1903 y 1904; y Fort Yellowstone— está a cargo del NPS, que a su vez supervisa la operación de nueve centros de visitantes y museos. Cabe mencionar que Fort Yellowstone cuenta con un recorrido educativo e histórico que expone la cronología del NPS así como el desarrollo del sitio. Es posible también acceder a programas de fogatas, caminatas guiadas y otros servicios similares en varios otros lugares de Yellowstone, especialmente cada verano.
El parque cuenta con una docena de sitios para acampar, lo que equivale a más de 2000 campamentos, en adición a otras áreas como los bosques nacionales circundantes y el parque nacional de Grand Teton, hacia el sur de Yellowstone. Aunque existen otros sitios a los cuales el visitante puede llegar solamente a pie o a caballo, es necesario solicitar un permiso previamente ante los oficiales del parque. En general, el sitio cuenta con 1100 millas (1770,3 km) de rutas de senderismo. Debido a la inestabilidad de la roca volcánica predominante, las autoridades del parque desaconsejan el montañismo. En el caso de las mascotas, solamente está permitido su tránsito en las áreas cercanas a las carreteras y campamentos, y es responsabilidad de su propietario mantenerlas atadas a lo largo de su estadía. Para garantizar la seguridad de los turistas, existen senderos revestidos de madera y otros materiales alrededor de las áreas térmicas, los cuales en su mayoría también resultan aptos para discapacitados. Los servicios de emergencia son proporcionados directamente por el NPS, que opera a su vez una clínica en Mammoth Hot Springs.
La cacería y la pesca en Yellowstone poseen ciertas restricciones: por ejemplo, la primera solo puede realizarse durante la temporada abierta en los bosques nacionales circundantes, y es necesario tramitar una licencia ante las autoridades del parque para pescar. En varios de los depósitos de agua se lleva a cabo exclusivamente la pesca con mosca, mientras que las especies de peces nativos deben capturarse y ser soltados. En cuanto a la navegación, está permitida en  un tramo de 5 millas (8 km) del río Lewis y el lago Shoshón, y no debe ser motorizada. Cabe agregar que el Yellowstone Lake posee un puerto deportivo.

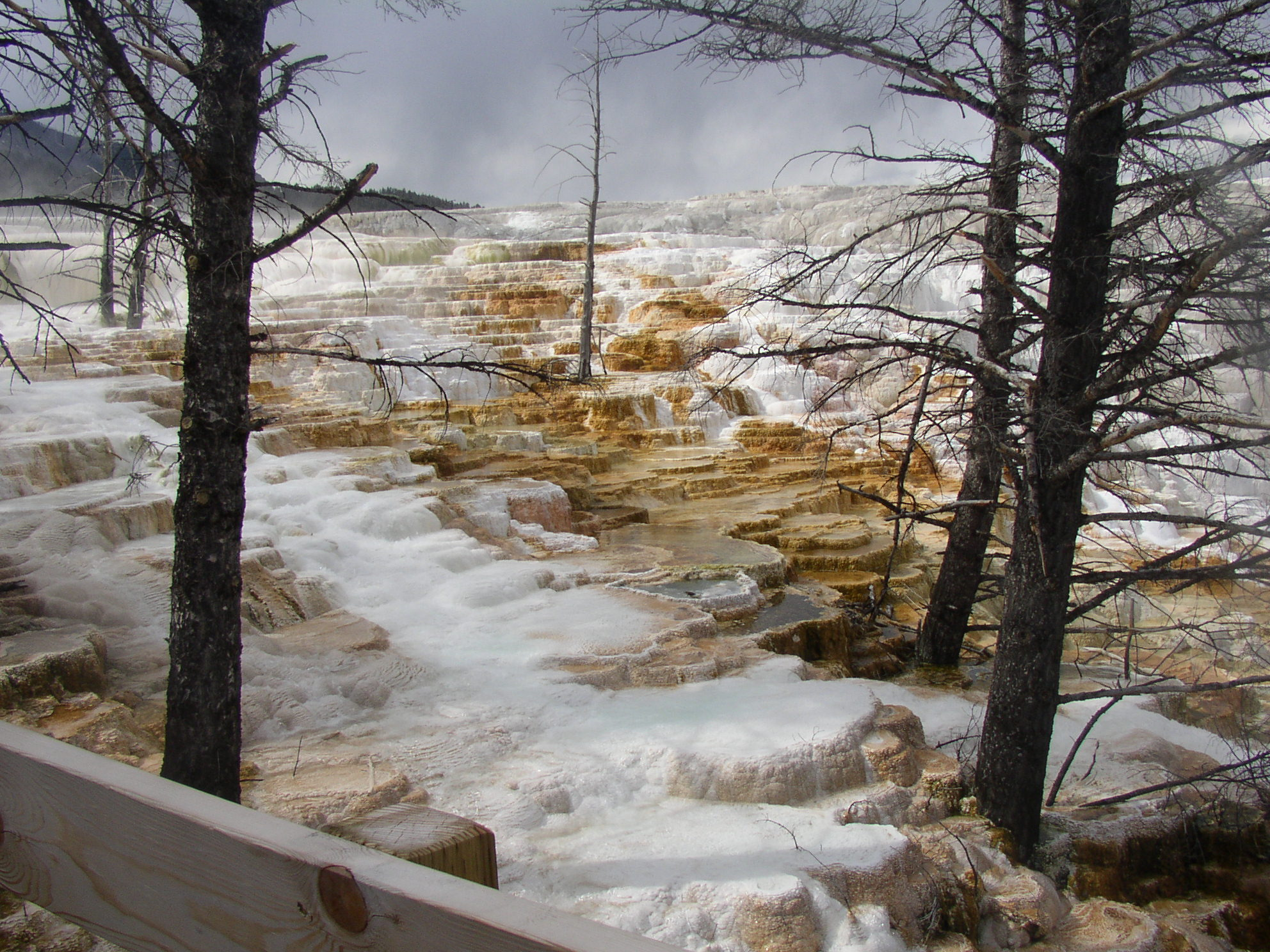
Paisaje del parque.

En 1970, los funcionarios del parque incorporaron un programa para orientar al público sobre los peligros del contacto con los osos del sitio; hasta entonces, los visitantes podían alimentarlos y tomar fotografías, y cada año se registraban lesiones y accidentes propiciados por estos encuentros. Gracias a esta política, resulta más infrecuente el avistamiento de osos en Yellowstone y la cantidad de heridas o muertes ocasionadas por estos animales ha decrecido de forma importante con el paso del tiempo.
Otras zonas protegidas en la región incluyen los bosques nacionales Caribou-Targhee, Gallatin, Custer, Shoshón y Bridger-Teton. Hacia el sur se encuentra el John D. Rockefeller Jr. Memorial Parkway, un camino operado por el NPS, que conduce al parque nacional Grand Teton. Asimismo, la Beartooth Highway permite el acceso desde el noreste. Algunas comunidades cercanas son West Yellowstone, Montana; Cody, Wyoming; Red Lodge, Montana; Ashton, Idaho; y Gardiner, Montana. El transporte aéreo más cercano está disponible a través de Bozeman y Billings, en Montana; Jackson y Cody, en Wyoming; o Idaho Falls, en Idaho. El área metropolitana de mayor superficie y más cercana a Yellowstone es Salt Lake City, a 320 millas (515 km) hacia el sur.

## Impacto cultural
La reacción inicial al establecimiento del primer parque nacional estadounidense resultó desfavorable, debido a la noción de que «la región pudiera ser dividida y explotada para fines privados» pese a que sus fundadores lo concibieron para «beneficio y disfrute de todos». Desde su establecimiento, «ha servido como laboratorio de naturaleza salvaje en casi todos los aspectos de su gestión. [...] Cada elemento de su funcionamiento fue esencialmente experimental. Si bien el Congreso apoyó la creación del parque nacional, durante varios años no asignó fondos para la protección y mejora de la reserva». Asimismo, ha contribuido a los esfuerzos internacionales de preservación del entorno natural e histórico, «para que toda la humanidad tenga la oportunidad de reflexionar sobre su patrimonio natural y cultural, y de volver a la naturaleza y renacer espiritualmente en ella».

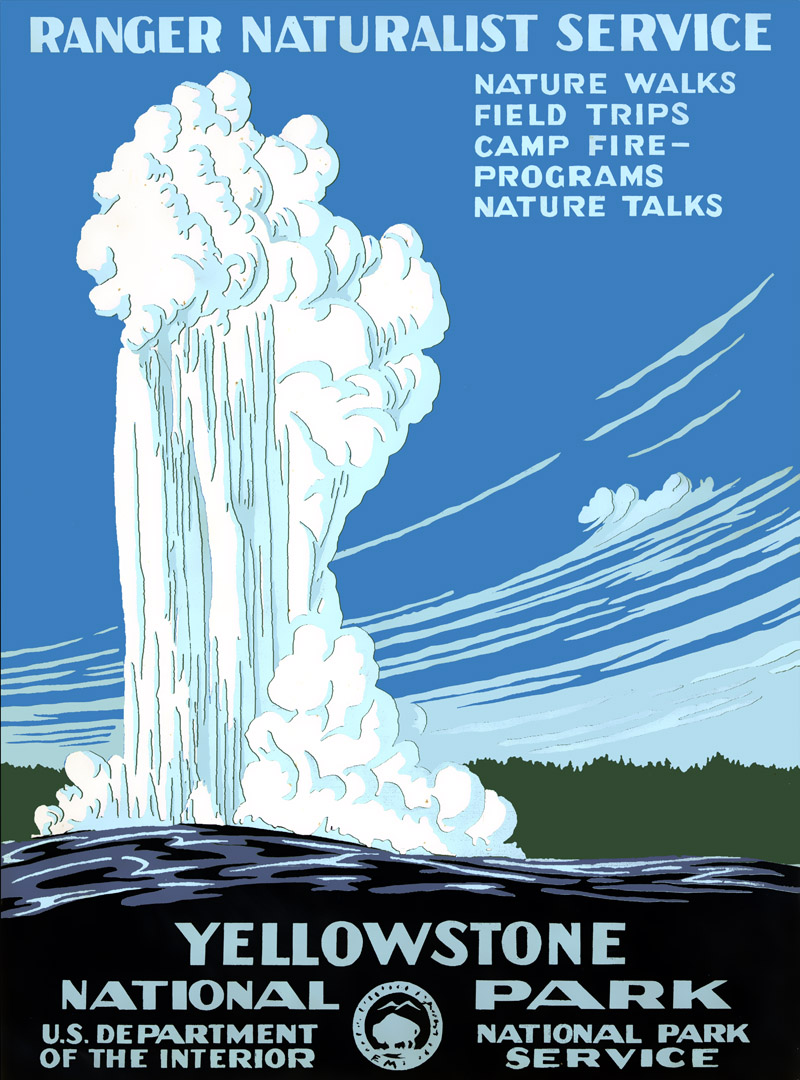
Póster del Servicio de Parques Nacionales que data de 1938 para promocionar Yellowstone.

La riqueza natural del parque de Yellowstone incluye más de diez mil formas geotermales —la mitad de las existentes en el planeta— y la mayor concentración de géiseres activos con más de 300 en total. Por tratarse de uno de los pocos ecosistemas amplios que prevalecen intactos en la zona templada del norte de la Tierra —aproximadamente el 2 % de su superficie contiene la infraestructura para su administración—, es también un sitio idóneo para «la conservación, el estudio y el disfrute de los procesos de los ecosistemas de tierras silvestres a gran escala». La Unesco lo nombró «reserva de la biósfera» en 1976. Cada año, el Servicio de Parques Nacionales reconoce las contribuciones de los empleados, los concesionarios y las iniciativas hacia la preservación y mejora de los ecosistemas de los parques; en 2015 el equipo de Yellowstone se hizo acreedor a más de una docena de premios en distintas categorías.
En una encuesta realizada por la agencia turística Expedia en 2016, el 27 % de los sondeados eligió Yellowstone como su parque nacional favorito, seguido en las preferencias por el del Gran Cañón, el de las Grandes Montañas Humeantes, el de las Montañas Rocosas y Yosemite. En otra encuesta de Simplemost llevada a cabo en 2018, Yellowstone se ubicó en el segundo lugar de un listado encabezado por el parque del Gran Cañón. A partir de 2017, las autoridades del parque elaboran anualmente una serie de encuestas a los visitantes para conocer su percepción sobre Yellowstone; los resultados de la primera edición revelaron que «a pesar de la plétora de quejas que podrían hacer los lugareños hastiados (pasillos llenos de gente, tráfico, autobuses turísticos, señales sociales perdidas), una abrumadora mayoría de los encuestados dijo que el tiempo que pasaron en Yellowstone fue positivo». Otras estadísticas recientes dieron a conocer que la mayoría de los visitantes del parque son estadounidenses, mientras que un 17 % proviene del extranjero —primordialmente de Europa, China y Canadá—.
El parque también ha sido utilizado para la producción de películas tales como Heart of the Wilds (1918), Yellowstone (1936), Star Trek: The Motion Picture (1979), The Wrong Guys (1988), Meet the Deedles (1998) y 2012 (2009); además de ser referido en programas televisivos o documentales como Yellowstone (1998), Supervolcán (2005), Firestorm: Last stand at Yellowstone (2006) y Yellowstone (2018). También ha servido de inspiración para la creación del personaje del oso Yogui y todo su entorno, como el ficticio parque nacional de Jellystone. De forma similar, Orange Tree Productions sacó a la venta en 1995 el álbum musical The Sounds of Yellowstone, de tipo easy listening. Otro compilatorio, de música clásica, producido por la Universidad del Sur de California y que contiene un tema dedicado a Yellowstone, comenzó a distribuirse en abril de 2020. En cuanto a recursos literarios, varios autores han dedicado novelas y libros al primer parque nacional estadounidenses, y algunos ejemplos son The Stories of Yellowstone, de Mark M. Miller; Mountain Spirit, de Lawrence L Loendorf; e In the Temple of Wolves, de Rick Lamplugh.